# Popis epizoda serije Dexter
Ovo je popis emitiranih epizoda serije Dexter, koja se premijerno prikazivala u SAD-u od 1. listopada 2006. do 22. rujna 2013. na kanalu Showtime. U Hrvatskoj serija se premijerno prikazivala od 2. ožujka 2007. do 23. veljače 2014. na kanalima Fox Crime i Fox (današnjim kanalima Star Crime i Star Channel).
| Sezona | Sezona | Epizoda | Izvorno prikazivanje | Izvorno prikazivanje | Hrvatsko prikazivanje | Hrvatsko prikazivanje | Hrvatsko prikazivanje |
| Sezona | Sezona | Epizoda | Premijera            | Finae                | Premijera             | Finae                 | TV Mreža              |
| ------ | ------ | ------- | -------------------- | -------------------- | --------------------- | --------------------- | --------------------- |
|        | 1.     | 12      | 1. listopada 2006.   | 17. prosinca 2006.   | 2. ožujka 2007.       | 2007.                 | FOX Crime             |
|        | 2.     | 12      | 30. rujna 2007.      | 16. prosinca 2007.   | 2008. – 2009.         | 2008. – 2009.         | FOX Crime             |
|        | 3.     | 12      | 28. rujna 2008.      | 14. prosinca 2008.   | 2008. – 2009.         | 2008. – 2009.         | FOX Crime             |
|        | 4.     | 12      | 27. rujna 2009.      | 13. prosinca 2009.   | 1. prosinca 2009.     | 23. veljače 2010.     | FOX Crime             |
|        | 5.     | 12      | 26. rujna 2010.      | 12. prosinca 2010.   | 2. studenoga 2010.    | 25. siječnja 2011.    | FOX Crime             |
|        | 6.     | 12      | 2. listopada 2011.   | 18. prosinca 2011.   | 6. prosinca 2011.     | 6. veljače 2012.      | FOX Crime             |
|        | 7.     | 12      | 30. rujna 2012.      | 16. prosinca 2012.   | 10. prosinca 2012.    | 25. veljače 2013.     | FOX Crime             |
|        | 8.     | 12      | 30. lipnja 2013.     | 22. rujna 2013.      | 11. prosinca 2013.    | 23. veljače 2014.     | FOX                   |

## Epizode

### Prva sezona (2006.)
| 1. | 1.  | "Dexter" / "Dexter"                               | Michael Cuesta   | James Manos Jr.                     | 1. listopada 2006.  |
| Dexter Morgan predstavljen je kao serijski ubojica koji ubija druge ubojice koji su pobjegli od pravosuđa ili ih ono nije uspjelo pronaći. Danju je analitičar krvnih uzoraka koji radi za Odjel za ubojstva policije Miami Metro. Dexter ima svojevrsnu vezu s Ritom Bennett, jednako problematičnom razvedenom ženom koja odgaja dvoje male djece dok joj je bivši muž u zatvoru. Jednog dana, Dexter je pozvan na mjesto zločina koje uključuje osakaćena tijela, ali bez vidljive krvi. Ubojica, koji će uskoro dobiti nadimak "Ubojica iz hladnjače", intrigira Dextera ovom složenom metodologijom i osobnom porukom u obliku osakaćene lutke. U isto vrijeme, Dexterova tvrdoglava sestra Debra, policajka iz odjela za poroke, pokušava dobiti premještaj u Odjel za ubojstva. |     |                                                   |                  |                                     |                     |
| 2. | 2.  | "Krokodil" / "Crocodile"                          | Michael Cuesta   | Clyde Phillips                      | 8. listopada 2006.  |
| Dexter pomaže detektivima Batisti i Doakesu u istrazi ubojstva policajca koji je radio pod krinkom istražujući narkobosa Carlosa Guerrera. Doakes je osobno uključen u slučaj jer je imao aferu sa ženom ubijenog policajca, koja je također napadnuta. U međuvremenu, Debra otkriva rashladni kamion u kojem "Ubojica iz hladnjače" raskomada svoje žrtve, a njezin nadređeni, poručnica María LaGuerta, unapređuje je u Odjel za ubojstva. U kamionu Debra, Batista i Dexter pronalaze blok leda s pet prstiju u njemu, namjerno ostavljenih od strane "Ubojice iz hladnjače". |     |                                                   |                  |                                     |                     |
| 3. | 3.  | "Prvi put" / "Popping Cherry"                     | Michael Cuesta   | Daniel Cerone                       | 15. listopada 2006. |
| Nakon otkrića još jedne žrtve "Ubojice iz hladnjače" na klizalištu, nestali čuvar Tony Tucci postaje potencijalni osumnjičenik. U međuvremenu, Rita dobiva neugodan posjet od dilerа droge svog bivšeg muža, koji joj oduzima auto, prisiljavajući je da autobusom putuje na posao i s posla, gdje radi kao recepcionarka u hotelu. Dexter odabire svoju sljedeću žrtvu dok ima flashbackove svog prvog ubojstva, medicinske sestre koja je brinula o njegovom bolesnom ocu, Harryju Morganu, ali je davala prevelike doze lijekova i polako ubijala svoje pacijente. Negdje drugdje, narednik Doakes nastavlja uznemiravati Guerrera, dok grupa odmetnutih policajaca odlučuje sama preuzeti stvari vezane uz Guerrera u svoje ruke. |     |                                                   |                  |                                     |                     |
| 4. | 4.  | "Pomozimo momku" / "Let's Give the Boy a Hand"    | Robert Lieberman | Drew Z. Greenberg                   | 22. listopada 2006. |
| Dok potraga za "Ubojicom iz hladnjače" traje, otkrivaju se postavljeni dijelovi tijela koji izgledaju kao svojevrsni potpis sve nestrpljivijeg ubojice. "Ubojica iz hladnjače" pojačava svoj niz ubojstava, ostavljajući dijelove tijela svoje najnovije žrtve na mjestima povezanim s Dexterovim djetinjstvom, što ga prisiljava da se suoči sa svojom mračnom osobnom prošlošću. Kako se približava Noć vještica, Rita otima psa koji laje od ciničnog vlasnika jer budi njezinu djecu noću te ga daje voljnoj i brižnoj obitelji. U međuvremenu, poručnica LaGuerta pokušava utješiti majku najnovije žrtve "Ubojice iz hladnjače". Dexter pronalazi žrtvu osakaćenu, ali živu i vezanu za stol, pripremljenu da je on ubije. Umjesto toga, Dexter anonimno prijavljuje mjesto zločina svojoj sestri. Pritisak na narednika Doakesa raste kada ga počnu pratiti Guerreroovi suradnici. |     |                                                   |                  |                                     |                     |
| 5. | 5.  | "Obožavamo američki stil" / "Love American Style" | Robert Lieberman | Melissa Rosenberg                   | 29. listopada 2006. |
| Rita saznaje da je zaručnik njezine kolegice, koji je ilegalno imigrirao s Kube, nestao, i zamoli Dextera da istraži problem koristeći svoje policijske veze. On istražuje Jorgea Castilla, vlasnika otpada, i otkriva da Castillo ubija krijumčarene imigrante koji ne mogu platiti svoju slobodu. Dexter otkriva da je i Castellova žena umiješana u ubojstva te ubija oboje. Nakon toga njihova tijela baca u ocean i oslobađa kubanske zatvorenike, ne primijetivši osobu koja ga promatra iz prtljažnika automobila na otpadu. U međuvremenu, Debra i Doakes ispituju Tuccija o "Ubojici iz kamiona s ledom" i preko njega dolaze do prvog opipljivog dokaza. |     |                                                   |                  |                                     |                     |
| 6. | 6.  | "Vratiti pošiljaocu" / "Return to Sender"         | Tony Goldwyn     | Tim Schlattmann                     | 5. studenoga 2006.  |
| Tijelo jedne od Dexterovih prijašnjih ženskih žrtava pronađeno je, unatoč tome što je Dexter oba trupla bacio u ocean. Mladi kubanski dječak svjedočio je događajima prethodne noći, a Dexter odbacuje tragove svojih kolega koji bi ih mogli usmjeriti prema njemu. Na kraju Dexter namješta muža, čije tijelo još uvijek nedostaje, za ubojstvo njegove žene. Svjedok opisuje Isusa Krista, a ne Dextera. U to vrijeme, Rita odgovara svog nasilnog muža, Paula, od dolaska na rođendansku zabavu njihove kćeri nakon što je prijevremeno pušten iz zatvora. |     |                                                   |                  |                                     |                     |
| 7. | 7.  | "Krug prijatelja" / "Circle of Friends"           | Steve Shill      | Daniel Cerone                       | 12. studenoga 2006. |
| Dexter se mora nositi s prijetećim Ritininim mužem. Debra izlazi na spoj s stručnjakom za proteze koji je napravio proteze za preživjelu žrtvu "Ubojice iz hladnjače". Debra i Angel istražuju "Ubojicom iz hladnjače" i otkrivaju poznato ime s prekršajima zbog prebrze vožnje u blizini mjesta trećeg ubojstva "Ubojice iz hladnjače". Dexter istražuje žrtvu uboda nožem narednika Doakesa; on već zna identitet ubojice, ali mu je potrebno vrijeme da ga pronađe. "Ubojica iz hladnjače" je napokon uhićen, ali Dexter sumnja da su uhvatili pravog čovjeka. |     |                                                   |                  |                                     |                     |
| 8. | 8.  | "Psiho psihić" / "Shrink Wrap"                    | Tony Goldwyn     | Lauren Gussis                       | 19. studenoga 2006. |
| Neobjašnjeno samoubojstvo bogate i moćne žene navodi Dextera da posumnja kako ju je možda ubio njezin psiholog, dr. Emmett Meridian. No, šokiran je kada posjet osumnjičenom otkrije mračne tajne iz Dexterove prošlosti. U međuvremenu, Rita postaje toplija prema svom bivšem mužu Paulu, koji tvrdi da se promijenio. Želi postati intimnija s Dexterom, koji se boji fizički konzumirati njihovu vezu, ali na kraju uspije spavati s njom i, kada završe, brine se da ju je možda prestrašio. U isto vrijeme, Debra se zaljubljuje u svog novog dečka Rudyja. Na kraju epizode, publika saznaje da je Rudy "Ubojica iz hladnjače", dok likovi to još uvijek ne znaju. |     |                                                   |                  |                                     |                     |
| 9. | 9   | "Otac zna najbolje" / "Father Knows Best"         | Adam Davidson    | Melissa Rosenberg                   | 26. studenoga 2006. |
| Dexter saznaje da je njegov biološki otac, Joe Driscoll, za kojeg je mislio da je odavno mrtav, nedavno preminuo i ostavio mu svu svoju imovinu, uključujući kuću. Dexter putuje do kuće s Ritom. Debra i Rudy dolaze kasnije (po Rudyjevom savjetu) kako bi mu pomogli očistiti kuću. Dexter sumnja da je smrt Joea Driscolla zapravo ubojstvo. Flashbackovi na Dexterovo djetinjstvo prikazuju ga kako ispituje svog posvojitelja Harryja o svojim pravim roditeljima, a Dexter otkriva da mu je gospodin Driscoll donirao krv za operaciju dok je bio dijete. U posljednjoj sceni, jedna od Joeovih susjeda, starija žena, prepoznaje Rudyja kao kabelskog servisera, koji je, slučajno, bio Joeov posljednji posjetitelj prije smrti; nakon što su Dexter, Rita, Debra i Rudy otišli, Rudy se prikazuje kako se vraća kući starije žene ponovno odjeven kao kabelski serviser. U međuvremenu, Paul počinje ponovno pokazivati svoje stare nasilne navike kada mu Rita pokušava spriječiti viđanje djece. Doakes je pod istragom nakon što je upucao bjegunca, a Batista se bori s vlastitom savješću shvaćajući da dokazi ne odgovaraju Doakesovoj verziji događaja. |     |                                                   |                  |                                     |                     |
| 10. | 10. | "Gubitak kontrole" / "Seeing Red"                 | Michael Cuesta   | Kevin R. Maynard                    | 3. prosinca 2006.   |
| Dexter je poslan da istraži užasno, krvlju natopljeno mjesto zločina, u čemu inače uživa, ali ga umjesto toga iznenadi davno potisnuto sjećanje na traumu iz djetinjstva. Rita je optužena za napad na Paula i mogla bi izgubiti djecu u borbi za skrbništvo. Međutim, kada Dexter to sazna, odlučuje ukloniti Paula iz svog i Ritinog života, ali tako da ga lažno optuži umjesto da ga ubije. Angel istražuje svoju intuiciju vezanu uz "Ubojicom iz hladnjače", koja se tiče fetiša na amputirane udove; obraća se Rudyju za pomoć, ali na kraju biva izboden na parkiralištu. U međuvremenu, Rudy pokazuje sve veći interes za upoznavanje Dextera, osobito u vezi s nedavno probuđenom traumom koju je ovaj doživio. |     |                                                   |                  |                                     |                     |
| 11. | 11. | "Iskreno" / "Truth Be Told"                       | Keith Gordon     | Drew Z. Greenberg i Tim Schlattmann | 10. prosinca 2006.  |
| "Ubojica iz hladnjače" ponovno napada, ostavljajući pravu noćnu moru prije Božića u Kućici Djeda Mraza. Narednik Doakes postaje sumnjičaviji prema Dexteru nakon njegove ravnodušnosti oko Batistine borbe za život. Dexter konačno otkriva da je povezan s "Ubojicom iz hladnjače" preko starog slučaja koji uključuje Harryja Morgana i krvoproliće iz 1973. godine, povezano s Dexterovom biološkom majkom. Poručnica Maria LaGuerta priprema se na najgore dok je kapetan Matthews okrivljuje za neuspjeh odjela u pronalasku "Ubojice iz hladnjače" i smjenjuje je. Rudy i Debra provode kvalitetno vrijeme zajedno, a Rudy zaprosi zaljubljenu detektivku. Rita odlučuje odvesti svoju djecu, Astor i Codyja, u posjet Paulu, koji je ponovno poslan u zatvor. |     |                                                   |                  |                                     |                     |
| 12. | 12. | "Rođen slobodan" / "Born Free"                    | Michael Cuesta   | Daniel Cerone i Melissa Rosenberg   | 17. prosinca 2006.  |
| Doakes i LaGuerta počinju sumnjati da je Rudy "Ubojica iz hladnjače", dok Dexter pronalazi sumnjivu fotografiju brodskog kontejnera u kojem je ubijena njegova majka. Doakes počinje pratiti Dextera, uvjeren da je on na neki način povezan s "Ubojicom iz hladnjače". Poziv njezina bivšeg muža čini Ritu sumnjičavom prema Dexteru i njegovom ponašanju. LaGuertina zamjena, poručnica Esme Pascal, dolazi i preuzima istragu o "Ubojici iz hladnjače". Dexter se prisjeća da je Rudy zapravo njegov biološki brat, čije je pravo ime Brian Moser. Brian namjerava ubiti Debru zajedno s Dexterom, u svojevrsnom ponovnom okupljanju prave obitelji, ali ga Dexter zaustavlja. Dok se policija približava, Brian bježi, a Dexter ostaje s Debrom, djelujući kao da ju je spasio. Iste noći, Brian provaljuje u Dexterov stan i pokušava izbosti Debru, no Dexter ga uhvati. Nakon emotivnog razgovora, Dexter prereže bratu grlo i ostavlja ga obješenog naglavačke da iskrvari, inscenirajući to kao samoubojstvo, dok se pita što bi se dogodilo kada bi svi znali istinu o njemu.                                                                                  |     |                                                   |                  |                                     |                     |

### Druga sezona (2007.)
| 13. | 1.  | "Živo je!" / "It's Alive!"                                  | Tony Goldwyn   | Daniel Cerone                                                     | 30. rujna 2007.     |
| Sumnjičavi Doakes neprestano prati Dextera, što mu potpuno onemogućuje da ubija. Trideset i osam dana nakon svog posljednjeg ubojstva, Dexter dobiva priliku, ali ne uspijeva ubiti slijepog vudu svećenika Jimmyja. U međuvremenu, vođa bande 29th St. Kings ubijen je od strane Little China, u kojem Dexter vidi priliku da ponovno zadovolji svoje porive. Emocionalno nestabilna Debra vraća se na posao u Odjel za ubojstva. Pokušava se vratiti u normalan život, ali osjeća kako je stalno pod povećalom javnosti. Paul pokušava uvjeriti Ritu da mu je Dexter namjestio, ali ona mu ne vjeruje, unatoč dokazima koje joj pokazuje. Ronioci u oceanu otkrivaju oko 30 vreća za smeće punih raskomadanih tijela Dexterovih žrtava. |     |                                                             |                |                                                                   |                     |
| 14. | 2.  | "Čekajući izdah" / "Waiting to Exhale"                      | Marcos Siega   | Clyde Phillips                                                    | 7. listopada 2007.  |
| Policijska uprava Miami Metro, pod vodstvom FBI-jevog specijalnog agenta Franka Lundyja, započinje potragu za "Kokljač iz Bay Harbora". I Dexter i policija tragaju za Little Chinom, a Dexter je odlučan da ga ovaj put ubije kako treba, ako mu se ukaže druga prilika. Debra i Dexter bore se s traumama i sjećanjima na susret s Brianom, koji je završio njegovom smrću. Nakon Paulova pogreba, Rita suočava Dextera s mogućom upletenošću u Paulovu smrt, a on priznaje da ima ovisnost, što Rita protumači kao ovisnost o drogama. LaGuerta, iznenađujuće, izražava podršku novoj šefici, poručnici Esmee Pascal. |     |                                                             |                |                                                                   |                     |
| 15. | 3.  | "Nezgodna laž" / "An Inconvenient Lie"                      | Tony Goldwyn   | Melissa Rosenberg                                                 | 14. listopada 2007. |
| Rita prijeti da će ostaviti Dextera ako se ne posveti programu za rješavanje svoje "ovisnosti o drogama". Dexter počinje pohađati sastanke Anonimnih narkomana, dok istovremeno pokušava izbjeći Doakesovo neprestano nadgledanje. Na sastanku upoznaje tajanstvenu i zavodljivu ženu po imenu Lila, koja se ponudi da mu bude mentorica. Doakes prati Dextera do sastanka, ali na Dexterovo iznenađenje pokazuje razumijevanje za njegovu "ovisnost" i pušta ga na miru. Kasnije, Dexter lovi novu žrtvu, Rogera Hicksa, trgovca rabljenim automobilima koji ubija lijepe brinete. U međuvremenu, Lundy poziva Debru da se pridruži novom timu koji istražuje "Koljača iz Bay Harbora", a ona ubrzo otkriva obrazac u ubojstvima. |     |                                                             |                |                                                                   |                     |
| 16. | 4.  | "Prozirno" / "See-Through"                                  | Nick Gomez     | Scott Buck                                                        | 21. listopada 2007. |
| Dexter počinje sumnjati u to je li Lila prikladna kao njegova mentorica, a Rita ga potiče da pronađe muškog sponzora. Ritina majka Gail, koja je došla u posjet, postaje uvjerena da Dexter nešto skriva od obitelji. Cody počinje imati noćne more o Koljaču iz Bay Harbora. Kada Vince objavi da je pronašao način kako identificirati marinu u kojoj Koljač iz Bay Harbora drži svoj čamac, Dexter pokušava uništiti dio dokaza. Doakes se sukobljava s bivšim kolegom iz specijalnih postrojbi, nakon što ovaj ubije vlastitu suprugu. Debra započinje vezu s Gabrielom, kojeg je upoznala u teretani. LaGuerta se vraća na mjesto poručnice nakon što Pascal doživi živčani slom, jer sumnja da je njezin zaručnik vara, što se na kraju pokaže istinitim, a ljubavnica je upravo LaGuerta. |     |                                                             |                |                                                                   |                     |
| 17. | 5.  | "Mračni zaštitnik" / "The Dark Defender"                    | Keith Gordon   | Tim Schlattmann                                                   | 28. listopada 2007. |
| Dexter otkriva da je jedan od muškaraca koji su mu, dok je bio dječak, ubili majku pred očima još uvijek živ. Sanja o stripovskom junaku, temeljenom na Koljaču iz Bay Harbora, koji spašava njegovu majku, a Lila ga potiče da pronađe unutarnji mir tako što će se suočiti s majčinim ubojicom, Santosom Jimenezom. Doakes i LaGuerta istražuju ubojstvo u trgovini stripova i pritom se prisjećaju dana kada su radili kao partneri. Ritina majka upozorava Dextera da se udalji od Rite i njezine djece. Debra počinje gubiti povjerenje u svoju vezu s Gabrielom, sumnjajući da je iskorištava. |     |                                                             |                |                                                                   |                     |
| 18. | 6.  | "Dex, laži i videovrpce" / "Dex, Lies, and Videotape"       | Nick Gomez     | Lauren Gussis                                                     | 4. studenoga 2007.  |
| Nakon što sazna da je snimljen dok je čistio svoj čamac u marini, Dexter postaje očajan i pokušava obrisati videosnimku, što mu na kraju i uspijeva prije nego što njegovi kolege dobiju pristup snimci nakon nadogradnje sustava. Lažni ubojica počinje oponašati Koljača iz Bay Harbora i tvrdi da je nadahnut njegovim djelima. Ako ga policija ne uhvati, postoji opasnost da FBI potpuno preuzme slučaj. Nakon razgovora s Debrom, Doakes počinje sumnjati da Dexter ipak nije ovisnik, kako je ranije mislio, i postaje još odlučniji da otkrije njegovu tajnu. Dexter saznaje za tajnu vezu svoje biološke majke s njegovim posvojiteljem Harryjem, što ga navodi da preispita Harryjeve motive oko vlastitog posvojenja. Na prijedlog Ritine majke, Dexter dovodi Lilu na večeru, a kada Rita sazna da je Lila bila s njim na putovanju, prekida vezu s njim. Nakon toga Dexter i Lila odlaze zajedno i završe u krevetu. |     |                                                             |                |                                                                   |                     |
| 19. | 7.  | "Te je noći šuma niknula" / "That Night, A Forest Grew"     | Jeremy Podeswa | Daniel Cerone                                                     | 11. studenoga 2007. |
| Manifest koji Koljač iz Bay Harbora šalje lokalnim novinama unosi kaos u Lundyjev specijalni tim. Doakes je na korak do otkrivanja istine o Dexterovoj prošlosti, zbog čega Dexter smišlja plan kako bi ga udaljio iz policije putem suspenzije. Tijekom romantične večere, Lila saznaje da Dexter planira prisustvovati školskom događaju svog posinka Codyja, gdje će se susresti s Ritom, i postaje ljubomorna. Rita se suprotstavlja svojoj majci i prisiljava je da se iseli iz kuće. Debra prekida vezu s Gabrielom i odlučuje pokušati započeti odnos s Lundyjem, iako nije sigurna dijeli li on iste osjećaje. |     |                                                             |                |                                                                   |                     |
| 20. | 8.  | "Jutro stiže" / "Morning Comes"                             | Keith Gordon   | Scott Buck                                                        | 18. studenoga 2007. |
| Očajna Lila podmeće požar u svom potkrovlju kako bi sačuvala vezu s Dexterom, no Dexter shvaća da laže kada tvrdi da je požar bio nesretan slučaj. Jimenez dolazi suočiti se s Dexterom, dok sumnjičavi Doakes provaljuje u njegov stan i pronalazi skrivenu zbirku stakalaca s uzorcima krvi. Lundy ponovno pregledava sve stare slučajeve unutar odjela, jer sumnja da Koljač iz Bay Harbora ima prošlost povezanu s policijom. U međuvremenu, Rita kaže Dexteru da više nije dobrodošao u njezinu kuću niti u život njezine djece. |     |                                                             |                |                                                                   |                     |
| 21. | 9   | "Otpor je uzaludan" / "Resistance Is Futile"                | Marcos Siega   | Melissa Rosenberg                                                 | 25. studenoga 2007. |
| Pod stalnim nadzorom saveznih agenata, Dexter ne može zbrinuti ostatke svoje posljednje žrtve. Ispričava se Riti i priznaje da je veza s Lilom bila pogreška, no ona još uvijek oklijeva oprostiti mu, dok Lila iz osvete počinje zavoditi Angela. Nakon što pronađe Dexterovu zbirku stakalaca s krvlju, Doakes traži savjet starog prijatelja s Haitija kako bi ih analizirao. Policijski odjel počinje sumnjati da je Doakes povezan sa slučajem Koljača iz Bay Harbora, ali ga ne mogu pronaći kako bi ga ispitali. Debra i Lundy provode noć zajedno i razmišljaju o tome da svoju vezu učine javnom. |     |                                                             |                |                                                                   |                     |
| 22. | 10. | "Svi su ludi za Harryjem" / "There's Something About Harry" | Steve Shill    | Scott Reynolds                                                    | 2. prosinca 2007.   |
| Nakon posljednjeg sukoba, Dexter zatvara Doakesa u kolibu skrivenu u floridskim močvarama Everglades, ali ne zna što dalje učiniti. Doakes mu otkriva informacije koje Dextera vode do iznenađujućeg saznanja o smrti njegova posvojitelja Harryja. FBI nastavlja potragu za Doakesom, dok LaGuerta pokušava dokazati njegovu nevinost. Kako se istraga bliži kraju, Debra shvaća da će Lundy nakon završetka slučaja napustiti Miami. Suočava ga s pitanjem o budućnosti njihove veze. Rita i Dexter se pomiruju i zajedno odlaze na plažu, dok Lila kuje plan kako bi lažno optužila Angela za silovanje. |     |                                                             |                |                                                                   |                     |
| 23. | 11. | "Skretanje lijevo" / "Left Turn Ahead"                      | Marcos Siega   | Scott Buck i Tim Schlattmann                                      | 9. prosinca 2007.   |
| Dexter razmatra mogućnost da prizna ubojstva koja je počinio kao Koljač iz Bay Harbora. U međuvremenu, Doakes uspijeva pobjeći iz zatočeništva, ali dolazi u sukob s dvojicom krijumčara droge. FBI je nezadovoljan nedostatkom napretka u istrazi i dodjeljuje zamjenika ravnatelja koji preuzima Lundyjevu ulogu u slučaju. Angel biva uhićen zbog seksualnog napada na Lilu, a ona nudi povući optužbe ako se Dexter vrati njoj. Debra istražuje Lilinu prošlost i otkriva da je ilegalna imigrantica. U međuvremenu, Lila pomoću GPS-a s Dexterovog uređaja pronalazi kolibu u močvari, gdje je zatočen Doakes. |     |                                                             |                |                                                                   |                     |
| 24. | 12. | "Britanska invazija" / "The British Invasion"               | Steve Shill    | Priča : Daniel Cerone i Melissa Rosenberg Scenarij: Daniel Cerone | 16. prosinca 2007.  |
| Lila pronalazi Doakesa zatočenog u kolibi i shvaća da je Dexter zapravo Koljač iz Bay Harbora. Zanemaruje Doakesove molbe za pomoć i ubija ga tako što podmetne požar u kolibi. Njegovo tijelo biva pronađeno, a svi dokazi vezani uz slučaj Koljača iz Bay Harbora upućuju na Doakesa kao krivca, čime se istraga službeno zatvara. Debra i Lundy pokušavaju razriješiti probleme u svojoj vezi, a Dexter se ponovno zbližava s Ritom. Kada Lila zaprijeti Ritinoj djeci, Dexter shvaća da mora pronaći način da zaustavi njezinu opsesiju. Nakon što Lila pokuša ubiti njega, Dexter je prati do Pariza i tamo je ubija. |     |                                                             |                |                                                                   |                     |

### Treća sezona (2008.)
| 25. | 1.  | "Oče naš" / "Our Father"                                        | Keith Gordon     | Clyde Phillips                                    | 28. rujna 2008.     |
| Nekoliko mjeseci nakon završetka druge sezone, Dexter lovi dilera droge Freda "Freeba" Bowmana, ali pogreškom ubija nedužnog čovjeka, mlađeg brata pomoćnika državnog odvjetnika Miguela Prada. Dexter za ubojstvo okrivljuje Freeba, no počinje preispitivati potrebu za slijepim pridržavanjem očevog kodeksa. U međuvremenu, Debra je odlučna promijeniti svoj život i postati detektivka, ali odbija surađivati s odjelom za unutarnje poslove u istrazi protiv kolege Quinna. Quinn je upoznaje s Antonom Briggsom, svojim doušnikom, u nadi da će doći do tragova koji vode do Freeba. Rita u međuvremenu otkriva da je trudna. |     |                                                                 |                  |                                                   |                     |
| 26. | 2.  | "Potraga za Freebom" / "Finding Freebo"                         | Marcos Siega     | Melissa Rosenberg                                 | 5. listopada 2008.  |
| Dexter i Rita pokušavaju odlučiti što učiniti s njezinom trudnoćom, dok se Dexter pita je li sposoban odgajati dijete i posvetiti se obitelji. Ipak, Rita donosi odluku da zadrže dijete. U međuvremenu, Debra pokušava identificirati tijelo koje Dexter prepoznaje kao Teegan Campbell, Freebovu djevojku. No, Debra kasnije saznaje njezin identitet od drugog makroa. Zaključivši da ju je ubio Freebo, Dexter pretpostavlja da se još uvijek nalazi u gradu i pronalazi ga u Teeganinoj kući, gdje ga ubija. Miguel, tražeći osvetu za bratovu smrt, također je u potrazi za Freebom i nailazi na Dextera neposredno nakon ubojstva. Dexter mu priznaje da je Freeba ubio u samoobrani i uspijeva ga uvjeriti da ode prije nego što otkrije njegov pravi identitet. Policajka iz unutarnje kontrole i dalje pokušava nagovoriti Debru da sudjeluje u istrazi. Angel i Quinn uhićuju dilera droge koji nudi alibi za osuđenog otmičara automobila, kojega je ranije procesuirao Miguel. Dexter govori Angelu za Ritinu trudnoću, a Angel s njim dijeli svoja iskustva i radosti očinstva. |     |                                                                 |                  |                                                   |                     |
| 27. | 3.  | "The Lion Sleeps Tonight" / "The Lion Sleeps Tonight"           | John Dahl        | Scott Buck                                        | 12. listopada 2008. |
| Dexter počinje preispitivati ograničenja Harryjevog kodeksa kada shvati da je Nathan Marten pedofil koji se pokušava približiti Astor. Ubrzo se otkriva druga žrtva ubojstva, oderana na sličan način kao Teegan. Znajući da tu osobu nije mogao ubiti Freebo, Dexter pomaže Debri identificirati tijelo, nadajući se da će time dokazati da Freebo nije bio odgovoran za ta ubojstva. Nakon što Dexter kaže Debri da je Rita trudna, ona mu daje savjet o očinstvu. Debra uhićuje Antona nakon što odbije surađivati u istrazi i zapali joint pred njom. |     |                                                                 |                  |                                                   |                     |
| 28. | 4.  | "Sve u obitelji" / "All in the Family"                          | Keith Gordon     | Adam E. Fierro                                    | 19. listopada 2008. |
| Nakon neuspješne prosidbe, Dexter mora uvjeriti Ritu da od njihove veze želi više od puke praktične zajednice zbog financija i roditeljstva. Miguelov brat Ramon kritizira policiju zbog toga što još nisu pronašli bratovog ubojicu, a kada Miguel predloži da mu kažu istinu, Dexter shvaća da mora dokazati kako Ramon nije osoba kojoj se može vjerovati. Nakon što u hotelu izgubi živce na jednog gosta, Rita dobiva otkaz, što je navodi na razmišljanje hoće li ikada imati pravu karijeru. Debra i Quinn dobivaju slučaj muškarca kojeg je ubila vlastita zaručnica. Angel se neočekivano nađe usred policijske akcije kada pokupi prostitutku, ne znajući da je riječ o policijskoj detektivki iz Odjela za javni red, Barbari Gianni. |     |                                                                 |                  |                                                   |                     |
| 29. | 5.  | "Kad na Biminiju..." / "Turning Biminese"                       | Marcos Siega     | Tim Schlattmann                                   | 26. listopada 2008. |
| Miguel govori Dexteru za Ethana Turnera, muškarca koji je ubio dvije svoje supruge. Nakon što zaključi da Turner odgovara Harryjevom kodeksu, Dexter ga pokušava pronaći na Biminiju. U međuvremenu, Rita zbog hitnog zdravstvenog stanja završava u bolnici, a Dexter je nedostupan. Kada se vrati, a Turner nestane, Miguel ga izravno pita je li on odgovoran za Turnerovu smrt. Debra osjeća neobičnu privlačnost prema Antonu dok zajedno rade na pronalasku jednog od Freebovih suradnika. U međuvremenu, Rita predlaže da kupe kuću i usele zajedno, no Dexter oklijeva pristati na taj korak. |     |                                                                 |                  |                                                   |                     |
| 30. | 6.  | "Sí Se Puede" / "Sí Se Puede"                                   | Ernest Dickerson | Charles H. Eglee                                  | 2. studenoga 2008.  |
| Miguel otkriva da je Dexter ubio najmanje dvije osobe i pokazuje razumijevanje za njegov jedinstveni pogled na svijet. Ipak, Dexterov stvarni broj žrtava i njegov pravi identitet ostaju Miguelu nepoznati. Kako bi ga skrenuo s traga, Dexter mu predlaže plan prema kojem bi iz zatvora pustili jednog ubojicu, a zatim ga ubili. No, ubrzo shvaća da Miguel ima mnogo mračniju viziju pravedničkog ubijanja nego što je Dexter mogao zamisliti. Debra je uznemirena kada shvati da možda snosi dio odgovornosti za smrt Freebovog oderanog vratara, Wendella Owensa. Dexter je potresen viješću da mu je stara prijateljica Camilla Figg na samrti zbog raka. Angel poziva Barbaru na spoj, a Sylvia poziva Ritu da joj se pridruži kao agentica za nekretnine. Debra i Quinn uhićuju Ramona kada ga zateknu kako muči ljude za koje vjeruje da znaju gdje se nalazi Freebo. Nakon što Quinn pohvali Debru pred LaGuertom, Debra mu priznaje da postoji istraga unutarnje kontrole protiv njega.                                                                                          |     |                                                                 |                  |                                                   |                     |
| 31. | 7.  | "Ništa lakše" / "Easy as Pie"                                   | Steve Shill      | Lauren Gussis                                     | 9. studenoga 2008.  |
| Miguel predlaže Dexteru da mu sljedeća žrtva bude Ellen, no nakon što je temeljito ispita, Dexter zaključi da ona ne odgovara Harryjevom kodeksu. Miguelova supruga Sylvia povjerava Riti da sumnja kako je Miguel u izvanbračnoj vezi. Debra otkriva Antonu da ga policija koristi kao mamac za ubojicu poznatog kao "Gulikoža" te odlučuje pronaći ubojicu drugim putem. Nakon što istraži trag povezan s radnicima koji obrezuju drveće, Debra se ponovno susreće s Antonom i njih dvoje se poljube. Camilla moli Dextera da joj pomogne okončati život, a Dexter se u isto vrijeme muči s pisanjem popisa prijatelja koje bi pozvao na svoje vjenčanje. |     |                                                                 |                  |                                                   |                     |
| 32. | 8.  | "Koliku štetu čovjek može nanijeti" / "The Damage a Man Can Do" | Marcos Siega     | Scott Buck                                        | 16. studenoga 2008. |
| Miguel pronalazi novu žrtvu za Dextera, utjerivača dugova Billyja Fleetera, no ovaj put Miguel sam izražava želju da ga ubije. Debra otkriva da je "Gulikoža" radnik na održavanju drveća i saznaje da Anton nikada nije bio službeno registriran kao doušnik. Kada mu kaže da nije imao nikakvu zakonsku obvezu surađivati s policijom, Anton nestaje. Rita, pod utjecajem hormona trudnoće, gubi kontrolu i ljuti se na Dextera jer ne želi sudjelovati u pripremama za vjenčanje. Nakon što Ellen izrazi zabrinutost zbog Miguelovog ponašanja prema LaGuerti, Miguel je nenajavljeno posjećuje i ubija, izvan kadra. |     |                                                                 |                  |                                                   |                     |
| 33. | 9   | "O onom sinoć" / "About Last Night"                             | Tim Hunter       | Priča: Scott Reynolds Scenarij: Melissa Rosenberg | 23. studenoga 2008. |
| Nakon Ellenina nestanka, Dexter strahuje da je Miguel zanemario Harryjev kodeks i ipak je ubio, unatoč svemu što ga je Dexter pokušao naučiti. Pokušava dokazati Miguelu da još uvijek ima kontrolu, ali ubrzo shvaća da je Miguel od početka bio neiskren u njihovom prijateljstvu. Rita se suočava s Miguelom nakon što Sylvia postane uvjerena da ju muž vara. Debra otkriva da je Anton otet od strane "Gulikože", za kojeg policija vjeruje da je George King. Nažalost, jedini svjedok, Kingov zaposlenik Mario, previše se boji da bi surađivao s policijom. |     |                                                                 |                  |                                                   |                     |
| 34. | 10. | "Idi svojim putem" / "Go Your Own Way"                          | John Dahl        | Tim Schlattmann                                   | 30. studenoga 2008. |
| Nakon što shvati da ga je Miguel izmanipulirao, Dexter ne uspijeva preuzeti kontrolu, jer mu Miguel prijeti pokretanjem etičke istrage zbog Debrine veze s Antonom, koji je ključni svjedok u njezinom slučaju. Nakon što spasi Antona iz ruku "Gulikože", Debra se pita vrijedi li njihova veza moguće ugroze njezine karijere. Dexter iz Miguelove kuće uzima Ellenin prsten, trofej ubojstva, kako bi ga iskoristio kao dokaz protiv njega. Uzima i Miguelovu košulju za koju se tvrdi da je uprljana Freebovom krvlju te je odnosi na analizu u praonicu. Angel je bijesan nakon što je Barbara napadnuta, a Dexter upada u probleme s LaGuertom jer je proveo analizu krvi bez službene oznake slučaja. Rita otkriva Sylviji da Miguel ima aferu s LaGuertom, dok Miguel u međuvremenu kontaktira "Gulikožu" i govori mu da je Dexter jedina osoba koja zna gdje se Freebo nalazi. |     |                                                                 |                  |                                                   |                     |
| 35. | 11. | "Imao sam san" / "I Had a Dream"                                | Marcos Siega     | Charles H. Eglee i Lauren Gussis                  | 7. prosinca 2008.   |
| Dexter se sve teže distancira od Miguela, koji mu treba biti kum na vjenčanju, i počinje planirati njegovo ubojstvo. LaGuerta počinje sumnjati da je upravo Miguel ubio Ellen te, nakon što ga pozove na večeru, krišom pretražuje njegov automobil u potrazi za forenzičkim dokazima. Kada Miguel shvati da ga LaGuerta sumnjiči za ubojstvo, odlučuje je ubiti. Debra počinje izbjegavati Antona, a Dexter joj otkriva da je njihov otac imao aferu s doušnicom Laurom Moser, ne otkrivajući da je upravo ona bila njegova biološka majka. Debra otkriva gdje se skriva "Gulikoža", ali on uspijeva pobjeći nakon što Quinn bude ozlijeđen. Dexterov odnos s Miguelom završava nasilno. |     |                                                                 |                  |                                                   |                     |
| 36. | 12. | "Uzimaš li Dextera Morgana?" / "Do You Take Dexter Morgan?"     | Keith Gordon     | Scott Buck                                        | 14. prosinca 2008.  |
| Nakon što ubije Miguela i podmetne "Gulikoži" krivnju, Dexter postaje meta Ramona. LaGuerta pokušava nagovoriti Dextera da javno razotkrije Miguela kao ubojicu, osobito nakon što sazna da će po njemu biti nazvana autocesta. Angelova preporuka da Debra bude promaknuta u detektivku dolazi u pitanje kada otkrije da je bila u vezi s Antonom. Dexter otkriva da je Rita prije njega bila dvaput udana, prvi put već sa šesnaest godina, što mu je pokušala prešutjeti. Dextera otme "Gulikoža", koji od njega traži informacije o Freebu, no Dexter uspijeva pobjeći i ubiti ga, taman na vrijeme da stigne na vlastito vjenčanje. |     |                                                                 |                  |                                                   |                     |

### Četvrta sezona (2009.)
| 37. | 1.  | "Život iz snova" / "Living the Dream"               | Marcos Siega     | Clyde Phillips                                                                     | 27. rujna 2009.     |
| Šest mjeseci nakon završetka treće sezone, Dexter sada živi s Ritom, troje djece i novorođenim sinom Harrisonom u novom domu. Uloga oca u predgrađu sve mu više otežava koncentraciju na posao. Zbog kroničnog nedostatka sna, Dexter na sud donosi pogrešan spis, što rezultira puštanjem ubojice na slobodu i izaziva Quinnovo nezadovoljstvo. Quinn započinje vezu s novinarkom Christine Hill. U međuvremenu, nedavno umirovljeni agent Lundy vraća se u Miami s ciljem da napokon uhvati zagonetnog serijskog ubojicu poznatog kao "Trojstvo" (Trinity Killer), koji već 30 godina nekažnjeno ubija po troje ljudi godišnje. Nakon što ga Rita nazove, Dexter brzo pronalazi i ubija puštenog ubojicu, ali doživi tešku prometnu nesreću nakon što zaspi za volanom. |     |                                                     |                  |                                                                                    |                     |
| 38. | 2.  | "Vidjet će se" / "Remains to Be Seen"               | Brian Kirk       | Charles H. Eglee                                                                   | 4. listopada 2009.  |
| Nakon prometne nesreće, Dexter pati od amnezije i pokušava pronaći tijelo Bennyja Gomeza, koje je izgubio, uz zamišljenu pomoć Harryja. U međuvremenu, Dexter svjedoči kako Quinn krade novac s mjesta zločina. Debra se teško nosi s povratkom bivšeg ljubavnika, dok Quinn pokušava uskladiti svoj privatni život s policijskim obvezama. U isto vrijeme, ubojica poznat kao "Trojstvo" (Trinity Killer) počinje pratiti svoju sljedeću žrtvu. |     |                                                     |                  |                                                                                    |                     |
| 39. | 3.  | "Zaslijepljen" / "Blinded by the Light"             | Marcos Siega     | Scott Buck                                                                         | 11. listopada 2009. |
| Kad lokalni vandal počne izazivati probleme, Dexterovo susjedstvo postaje budno i oprezno, upravo ono što mu najmanje treba. Njegovu pokretljivost dodatno otežava Rita, koja inzistira da ga vozi posvuda nakon nesreće. Debra je uzrujana kad joj Anton kaže da je prihvatio posao u gradu kako bi provodio više vremena s njom. U međuvremenu, "Trojstvo" (Trinity Killer) ubija svoju sljedeću žrtvu. Debra postaje sve više zainteresirana za Lundyjeve teorije o Trojstvu, dok je Dexter fasciniran njegovom preciznošću i vještinom ubijanja. Unatoč njihovom entuzijazmu, LaGuerta prijeti da će obustaviti istragu, usmjerivši pozornost na rješavanje slučaja "Ubostva na odmoru". |     |                                                     |                  |                                                                                    |                     |
| 40. | 4.  | "Dex uzima godišnji" / "Dex Takes a Holiday"        | John Dahl        | Melissa Rosenberg & Wendy West                                                     | 18. listopada 2009. |
| Dok su Rita i djeca izvan grada zbog vjenčanja, Dexteru za oko zapne policajac koji mu se čini srodnom dušom, ali koji ujedno postaje izrazito sumnjičav prema njegovim postupcima. LaGuerta i Angel raspravljaju o tome hoće li vodstvu policijske postaje otkriti svoju vezu, što Dextera nevoljko uvlači u njihov problem. U međuvremenu, Quinnova djevojka, novinarka Christine, koristi njihovu vezu kako bi objavila članak u kojem tvrdi da Lundy troši vrijeme loveći "fantomskog ubojicu", umjesto da se bavi slučajem Ubostva na odmoru. Zbog toga Lundyju biva ukinuta propusnica za pristup policijskoj postaji, što ugrožava njegov projekt u mirovini. Prisiljeni nastaviti istragu izvan službenih prostorija, Lundy i Debra ponovno zbližavaju se. Na kraju epizode, nepoznati napadač puca na Lundyja i Debru. |     |                                                     |                  |                                                                                    |                     |
| 41. | 5.  | "Prljavi Harry..." / "Dirty Harry"                  | Marcos Siega     | Tim Schlattmann                                                                    | 25. listopada 2009. |
| Nedavni događaji potiču Dextera da pokrene vlastitu istragu o "Trojstuvu". Motivacija mu postaje osobna, a vrijeme neumoljivo istječe. No što mu se više približava, Dexter shvaća da Trostvo nije poput nijednog čudovišta s kojim se dosad suočio. U međuvremenu, Debra krivi samu sebe za događaje koji su bili izvan njezine kontrole, što dovodi do toga da se udaljuje od najbližih. Dok se LaGuerta i Batista približavaju razotkrivanju "Ubojstva na odmoru", Batista koristi Christine kako bi ih uhvatio. No kako njihova veza ne bi ugrozila sudski proces, načelnik Matthews naređuje LaGuerti da Batistu premjesti. Rita otkriva da Dexter još uvijek posjeduje svoj stari stan i počinje shvaćati koliko zapravo malo zna o čovjeku za kojeg se udala, što dovodi njihov brak u pitanje. Dexter otkriva pravi identitet Trojstva, ali ga ne uspijeva spriječiti da ubije još jednu žrtvu. Kada ga prati do njegova doma, Dexter s iznenađenjem otkriva da Trojstvo ima obitelj.    |     |                                                     |                  |                                                                                    |                     |
| 42. | 6.  | "Da čekić imam ja" / "If I Had a Hammer"            | Romeo Tirone     | Lauren Gussis                                                                      | 1. studenoga 2009.  |
| Dexter zna da je samo pitanje vremena kada će policija Miamija otkriti najnoviji zločin koji je počinio Trojstvo. Zato mora udvostručiti napore kako bi uvijek bio korak ispred njihove istrage. Pod lažnim imenom Kyle Butler, Dexter sve više shvaća da mu bliskost s Trojstvom može donijeti nova saznanja o tom posve drugačijem „čudovištu“. Kao ljubazan građevinski poduzetnik Arthur Mitchell, Trojstvo vješto skriva svoj pravi identitet, a da bi Dexter probio tu fasadu, morat će dodatno pritisnuti. U međuvremenu, Debra postaje frustrirana jer je isključena iz vlastitog slučaja. Počinje razmišljati o zaobilaženju pravila u ime pravde, riskirajući pritom svoju karijeru. LaGuerta i Batista počinju žaliti zbog važne odluke i shvaćaju da su, držeći se pravila, možda sami sebe doveli u bezizlaznu situaciju. Kad napetost između Rite i Dextera dosegne vrhunac, Dexter neočekivano dobiva savjet o vezama iz vrlo neobičnog izvora.                                   |     |                                                     |                  |                                                                                    |                     |
| 43. | 7.  | "Između oseke i plime" / "Slack Tide"               | Tim Hunter       | Scott Buck                                                                         | 8. studenoga 2009.  |
| Ruka raskomadane osobe pronađena je u aligatoru, što Dextera vodi do sljedeće mete, fotografa Jonathana Farrowa, koji snima prilično uznemirujuće fotografije modela. Čini se da ubija latinoameričke modele koji ilegalno borave u SAD-u, osiguravajući da nitko neće prijaviti njihov nestanak. Zbog opterećenosti obitelji i poslom, Dexter u žurbi napravi najveću pojedinačnu pogrešku dosad i time prekrši Harryjev kodeks. U međuvremenu, Arthur Mitchell, poznat kao Trojstvo, pokazuje znakove unutarnje nestabilnosti. Nakon što pregazi srnu, ne uspijeva je dokrajčiti, a zatim uz Dexterovu pomoć nabavi drvo i sagradi lijes. Na njegov savjet, Dexter pokušava dobiti više vremena za sebe tako što uključuje djecu u razne aktivnosti, ali na kraju i sam mora sudjelovati u njima. Nakon što zaprijeti Quinnu da udalji svoju novinarku Christine od Debre, Quinn počinje kopati po Dexterovoj prošlosti, dodatno mu zakompliciravši život.                                     |     |                                                     |                  |                                                                                    |                     |
| 44. | 8.  | "Strvina" / "Road Kill"                             | Ernest Dickerson | Melissa Rosenberg i Scott Reynolds                                                 | 15. studenoga 2009. |
| Dexter je oduvijek znao da je očev Kodeks osmišljen kako bi ga zaštitio od razotkrivanja. No nakon ozbiljne pogreške koju je počinio, počinje se pitati nije li Kodeks zapravo trebao štititi i od nečeg opasnijeg, ljudskih emocija. Kad dozna da Arthur Mitchell, poznat kao Trojstvo, planira put izvan grada, Dexter u tome vidi priliku da mu se pridruži i bolje zaviri u um tog „čudovišta“. Ipak, nije spreman na šokantna otkrića koja Arthur iznosi putem, otkrića o vlastitoj prošlosti koja Dextera samo dodatno učvršćuju u odluci što mora učiniti. U međuvremenu, u policijskoj postaji Miami Metro, Debra odbija dopustiti da je tehnikalija izbaci iz istrage o Trojstvu. Nastavlja djelovati preko kolega kako bi njezin glas bio prisutan, sve dok ne shvati da ju je njezina opsesivna potraga možda zaslijepila pred istinom. |     |                                                     |                  |                                                                                    |                     |
| 45. | 9   | "Gladan čovjek" / "Hungry Man"                      | John Dahl        | Wendy West                                                                         | 22. studenoga 2009. |
| Za većinu ljudi, Dan zahvalnosti je vrijeme za obitelj i tradiciju. No za Dextera, to je prilika da se još više približi svom najopasnijem protivniku do sada. Proučavajući one koji su Arthuru najbliži, Dexter stječe dublji uvid u njegovu psihologiju i postupno se uvlači u bizaran i iskrivljen svijet u kojem Trojstvo živi. U međuvremenu, Rita ima pune ruke posla pripremajući večeru za kuću punu gostiju, uključujući i neke nepozvane. Batista konačno dobiva zatvaranje jednog starog slučaja, dok Debra koristi praznik da nastavi istragu o Trojstvu. Ta potraga, međutim, ugrožava sigurnost njezina brata i otkriva iznenađujuće istine o još jednoj bliskoj osobi. |     |                                                     |                  |                                                                                    |                     |
| 46. | 10. | "Izgubljeni dječaci" / "Lost Boys"                  | Keith Gordon     | Charles H. Eglee i Tim Schlattmann                                                 | 29. studenoga 2009. |
| Dexter napokon vjeruje da razumije zvijer po imenu Arthur Mitchell, poznatu kao Trojstvo. No kad desetogodišnji dječak nestane, prisiljen je preispitati sve što je do tada naučio. Utrka s vremenom počinje, mora pronaći dječaka prije nego što ga Trojstvo ubije. Sa svakim novim tragom, Dexter se sve više suočava s neugodnom mogućnošću da on i Trojstvo dijele više sličnosti nego što je ikad htio priznati. Tajni ne nedostaje, Cody se nađe u situaciji da mora braniti jednu Dexterovu laž, Masuka ne može skupiti snage priznati što je vidio za Dan zahvalnosti, a Debrine nedavne spoznaje tjeraju jednog od najboljih ljudi u Miami Metro policiji na nemoguću odluku. |     |                                                     |                  |                                                                                    |                     |
| 47. | 11. | "Pozdrav, Dextere Morgane" / "Hello, Dexter Morgan" | SJ Clarkson      | Scott Buck i Lauren Gussis                                                         | 6. prosinca 2009.   |
| Dexterovi najgori strahovi postali su stvarnost. Zbog Debrine uporne istrage, policija Miami Metroa nadomak je otkrivanju identiteta Trojstva. A Dexter to ne smije dopustiti. Uhićenje Arthura ne bi samo uskratilo Dexteru priliku za zadovoljavajuće smaknuće, već bi i razotkrilo njegov tajni život koji vodi pod imenom Kyle Butler u potrazi za ovim čudovištem. Dexter mora poduzeti drastične mjere kako bi si osigurao dovoljno vremena da se s Trojstvom obračuna na svoj način. U međuvremenu, Rita odluči nešto povjeriti Dexteru, no razgovor ne prođe onako kako je očekivala. LaGuerta i Batista, zbog kršenja etičkih pravila, nalaze se u vrlo nezavidnoj situaciji. A Arthur, koji još uvijek ne razumije zašto ga Dexter jednostavno nije prijavio, kreće u vlastitu krvavu potragu za Kyleom Butlerom. |     |                                                     |                  |                                                                                    |                     |
| 48. | 12. | "Bijeg" / "The Getaway"                             | Steve Shill      | Priča: Scott Reynolds i Melissa Rosenberg Scenarij: Wendy West i Melissa Rosenberg | 13. prosinca 2009.  |
| Kako se omča steže, Arthur upozorava Dextera da se makne. No, Dexter je spreman učiniti sve kako bi spriječio Arthura da mu pobjegne, pa čak i prijeći granicu zakona. Rita priznaje da njihov odnos nije savršen, ali mu ponovno izražava svoju podršku. U međuvremenu, Batista i LaGuerta snose posljedice svojih postupaka te, sada kao bračni par, odluče zajedno useliti. Debra konačno saznaje da je Dexter brat "Ubojice iz hladnjače" i to mu otvoreno kaže. Zatim mu priznaje da je on jedina istinski dobra i stalna stvar u njezinu životu, i da ga voli. Na vrhuncu epizode, Dexter konačno uspijeva uhvatiti i ubiti Arthura. No, kada se vrati kući, pronalazi Ritu mrtvu... očito ubijenu od strane Arthura nekoliko sati ranije, na isti način kao i ostale žrtve Trojstva u kadi. Dexter pronalazi sina Harrisona živog, ali kako sjedi u lokvi krvi svoje majke, što tematski podsjeća na Dextera iz djetinjstva koji je, zajedno s bratom, sjedio u krvi svoje ubijene majke. |     |                                                     |                  |                                                                                    |                     |

### Peta sezona (2010.)
| 49. | 1.  | "Moja greška" / "My Bad"                                 | Steve Shill      | Chip Johannessen                                            | 26. rujna 2010.     |
| Nakon tragičnog kraja prethodne sezone, Ritina smrt ostavila je Dextera ispunjenog osjećajem krivnje i odgovornosti jer nije bio ondje da je spasi od Trojstva. Ne mogavši se nositi s traumom, Dexter donosi drastičnu odluku koja će utjecati na sve oko njega. U policijskoj postaji situacija se dodatno zakomplicira kada Quinn primijeti da Ritino ubojstvo ne odgovara uobičajenom obrascu koji je Trojstvo dosad slijedio. Napetosti rastu još više kad Quinn dozna da je Dexter udario susjeda jer je poljubio Ritu, te LaGuerti sugerira da bi možda trebali razmotriti mogućnost da je upravo Dexter odgovoran za Ritinu smrt. U međuvremenu, Quinn pruža podršku Debri, što uzrokuje da ga počne gledati u drugačijem svjetlu. |     |                                                          |                  |                                                             |                     |
| 50. | 2.  | "Zdravo, razbojniče" / "Hello, Bandit"                   | John Dahl        | Scott Buck                                                  | 3. listopada 2010.  |
| U novoj ulozi samohranog oca, uznemireni Dexter pokušava uspostaviti rutinu za svoju obitelj i započeti proces emocionalnog oporavka nakon Ritine smrti. Pokušava usmjeriti svu pažnju na djecu i obuzdati svoje mračne porive. No, kada mu u ruke dospiju dokazi koji upućuju na zločin, Dexter otkriva nešto stravično i kreće u potragu za svojim sljedećim plijenom, Boyd Fowlerom. Debra, nastojeći biti dobra sestra, dopušta Dexteru i djeci da privremeno žive u njezinom stanu, no ubrzo shvaća da za nju više nema prostora. U međuvremenu, ekipa iz Miami Metroa suočava se s bizarnim i brutalnim slučajem odrubljivanja glave u venezuelskoj četvrti.                                                                         |     |                                                          |                  |                                                             |                     |
| 51. | 3.  | "Gotovo savršeno" / "Practically Perfect"                | Ernest Dickerson | Manny Coto                                                  | 10. listopada 2010. |
| Dexter se nađe u neobičnoj situaciji dok pokušava unajmiti dadilju za Harrisona kako bi oslobodio vrijeme za nastavak praćenja i eliminaciju Boyda Fowlera. U isto vrijeme, Debra preuzima vodstvo u istrazi bizarnog dvostrukog ubojstva, no nezadovoljna je kada Batista predloži uključivanje naporne pripravnice koja ima vlastite teorije o slučaju. U međuvremenu, Dexter se suočava s dodatnim pritiskom jer Quinn počinje uočavati sumnjive sličnosti između navodnog poznanika Koljača iz Bay Harbora po imenu „Kyle Butler” i samog Dextera Morgana. |     |                                                          |                  |                                                             |                     |
| 52. | 4.  | "Ljepotica i zvijer" / "Beauty and the Beast"            | Milan Cheylov    | Jim Leonard                                                 | 17. listopada 2010. |
| Dexter se nađe u neuobičajenoj situaciji kada, umjesto da oduzme život, mora spasiti jedan. Pred njim je teška odluka što učiniti s prestrašenom mladom ženom, Lumen Pierce, koja je svjedočila njegovom ubojstvu Boyda Fowlera. U međuvremenu, Debra doživljava zastrašujući okršaj s ključnim osumnjičenim u slučaju ubojstava povezanih sa Santa Muerte kultom. Quinn nastavlja istraživati čudne sličnosti između „Kylea Butlera” i Dextera Morgana. |     |                                                          |                  |                                                             |                     |
| 53. | 5.  | "Prva krv" / "First Blood"                               | Romeo Tirone     | Tim Schlattmann                                             | 24. listopada 2010. |
| Kad se Dexter nađe s nepoželjnim suučesnikom, prisiljen je donijeti teške odluke o njezinoj sudbini, jer Lumen želi sudjelovati u njegovom ubilačkom ritualu kako bi pronašla muškarce koji su je oteli i silovali. U međuvremenu, Dexter se pita je li Ritina smrt probudila tamu u malenom Harrisonu. Zbog Quinnove nedavne suspenzije, Debra sama radi na slučaju Santa Muerte, dok Quinn koristi slobodno vrijeme da angažira starog prijatelja, Stana Liddyja, da istraži Dextera. |     |                                                          |                  |                                                             |                     |
| 54. | 6.  | "Lumen rasvjetljava priču" / "Everything Is Illumenated" | Steve Shill      | Wendy West                                                  | 31. listopada 2010. |
| Nastojeći unijeti malo normalnosti u svoj narušeni život, Dexter zaključuje da je rješenje u pronalasku novog serijskog ubojice kojeg će eliminirati. No njegov plan ubrzo pada u drugi plan kad njegova nova, problematična poznanica Lumen zatraži pomoć u pronalasku jednog od svojih napadača. U međuvremenu, Batista dolazi do novog otkrića u vezi s ubojstvima povezanima sa sektom Santa Muerte, dok Quinn dobiva informaciju o Dexteru od Liddyja, ali nije siguran može li vjerovati svom izvoru. |     |                                                          |                  |                                                             |                     |
| 55. | 7.  | "Zaokruži nas" / "Circle Us"                             | John Dahl        | Scott Buck                                                  | 7. studenoga 2010.  |
| Pomažući Lumen, koja je upucala jednog od svojih napadača u starom skladištu, Dexter se dovodi na put izravnog sukoba s Debrom i odjelom za ubojstva. Situacija se dodatno pogoršava kada je pozvan da radi na stravičnom mjestu zločina povezanim s tim događajem. U međuvremenu, Debrina istraga ubojstava povezanih sa sektom Santa Muerte dovodi je u smrtonosni okršaj s ubojicama. Quinn počinje preispitivati Liddyja i njegovu istragu o Dexteru. |     |                                                          |                  |                                                             |                     |
| 56. | 8.  | "Evo ti" / "Take It!"                                    | Ernest Dickerson | Melissa Rosenberg i Scott Reynolds                          | 14. studenoga 2010. |
| Dexter i Lumen iskoriste priliku za praćenje okrutnog ubojice tijekom seminara za samopomoć koji vodi Jordan Chase. U međuvremenu, posljedice neuspjele policijske akcije u slučaju ubojstava povezanih sa sektom Santa Muerte dovode Debru u neugodan položaj, a Batistu u nezgodnu situaciju dok LaGuerta pokušava odgovornost prebaciti sa sebe na Debru. Odnos između Quinna i Liddyja postaje sve napetiji jer Liddy pokazuje sve veću opsesivnost i pohlepu. |     |                                                          |                  |                                                             |                     |
| 57. | 9   | "Teenage Wasteland" / "Teenage Wasteland"                | Ernest Dickerson | Lauren Gussis                                               | 21. studenoga 2010. |
| Dok Dexter i Lumen tragaju za novom žrtvom, iznenadni posjetitelj im poremeti planove. U međuvremenu, nakon posljedica slučaja Santa Muerte, Debra biva premještena u arhivu, no i tamo uspijeva pronaći nove dokaze u istrazi o djevojkama iz bačvi. |     |                                                          |                  |                                                             |                     |
| 58. | 10. | "U početku" / "In the Beginning"                         | Keith Gordon     | Scott Reynolds                                              | 28. studenoga 2010. |
| U trenutku kad Dexter otkriva mogućeg saveznika u potrazi za Lumeninim bivšim otmičarima, on i Lumen prisiljeni su povući se jer Odjel za umorstva pronalazi ključni dokaz povezan s jednom od njihovih prijašnjih žrtava. Debra, koja sada radi na slučaju djevojaka iz bačvi, uspijeva identificirati još dvojicu osumnjičenih. |     |                                                          |                  |                                                             |                     |
| 59. | 11. | "Ukrcaj se i bježi" / "Hop a Freighter"                  | John Dahl        | Priča: Karen Campbell Scenarij: Scott Buck i Tim Schlattman | 5. prosinca 2010.   |
| Dexter i Lumen privremeno moraju obustaviti svoje planove kada Dexter shvati da je netko izvan Miami Metroa počeo pokazivati interes za njih te je prisiljen preuzeti kontrolu nad situacijom. U međuvremenu, Debrine sumnje o nestalim osumnjičenicima iz slučaja djevojaka iz bačvi počinju dobivati konkretniji oblik. Quinn se, pak, upliće u slučaj ubojstva dublje nego što bi želio. |     |                                                          |                  |                                                             |                     |
| 60. | 12. | "Velika frka" / "The Big One"                            | Steve Shill      | Chip Johannessen & Manny Coto                               | 12. prosinca 2010.  |
| U finalu sezone, Dexter se nalazi u očajnoj situaciji kada otkrije da je Lumen namještena. Iako je svjestan da ga namamljuju u zamku, riskira sve kako bi je spasio od ubojitog Jordana Chasea. U istrazi slučaja djevojaka iz bačvi, Debra dopušta da njezini osobni osjećaji utječu na instinkt i dolazi do zaključka da osvetnici nisu samo teorija. Nakon dojave o Jordanovoj lokaciji, Debra mu se sve više približava. |     |                                                          |                  |                                                             |                     |

### Šesta sezona (2011.)
| 61. | 1.  | "Takve stvari" / "Those Kinds of Things"                   | John Dahl        | Scott Buck                                    | 2. listopada 2011.  |
| Dexter odlazi na okupljanje povodom 20. godišnjice mature, istovremeno prateći svoju novu metu, nekadašnjeg popularnog školskog kolegu. Počinje razmišljati o vrijednosti religije kada se pojavi mogućnost da Harrison pohađa katolički vrtić. LaGuerta, sada razvedena od Batiste, unaprijeđena je u kapetanicu, dok je Batista privremeno postavljen za poručnika i nada se trajnom imenovanju. Debra postaje neočekivana junakinja kada naoružani napadač upadne u restoran u kojem večera s Quinnom, prekidajući njegov pokušaj prosidbe. Ubojstvo sa čudnim religijskim simbolima privlači pozornost Odjela za umorstva u Miami Metrou; počinitelji, još nepoznati, djeluju kao učitelj i učenik.                                                                                            |     |                                                            |                  |                                               |                     |
| 62. | 2.  | "Jednom davno" / "Once Upon a Time..."                     | SJ Clarkson      | Tim Schlattmann                               | 9. listopada 2011.  |
| Quinn zaprosi Debru, no ona ga odbije. Dexter upoznaje Brata Sama, bivšeg zatvorenika koji je postao propovjednik i pomaže drugim bivšim osuđenicima da započnu novi život. Iako isprva sumnja da je Brat Sam i dalje kriminalac, Dexter s vremenom shvati da je pogriješio. U međuvremenu, Debra je službeno unaprijeđena u poručnicu Odjela za umorstva Miami Metro policije, preskočivši Batistu. Jedan od religioznih ubojica prikazanih u prethodnoj epizodi napadne muškarca koji trči u šumi. |     |                                                            |                  |                                               |                     |
| 63. | 3.  | "Smokey i Bandit" / "Smokey and the Bandit"                | Stefan Schwartz  | Manny Coto                                    | 16. listopada 2011. |
| Dextera zaintrigira ubojstvo prostitutke kada ga detalji zločina podsjete na neriješeni slučaj serijskog ubojice iz 1980-ih. Debra se suočava s izazovima svoje nove funkcije, dok je LaGuerta pokušava sabotirati dajući joj loše savjete. Religiozni ubojice pokušavaju prisiliti otetog trkača iz prethodne epizode da se pokaje za svoje grijehe. |     |                                                            |                  |                                               |                     |
| 64. | 4.  | "Drugi par rukava" / "A Horse of a Different Color"        | John Dahl        | Lauren Gussis                                 | 23. listopada 2011. |
| Religiozni ubojice insceniraju spektakularno mjesto zločina nadahnuto Knjigom Otkrivenja, koristeći dijelove tijela ubijenog trkača zašivene na lutke kako bi prikazali Četiri jahača Apokalipse. Policijska uprava službeno započinje istragu protiv "Ubojica Sudnjeg dana". U međuvremenu, Harrison mora na hitnu operaciju, što potakne Dextera da, uz pomoć brata Sama, preispita svoje stavove o vjeri. |     |                                                            |                  |                                               |                     |
| 65. | 5.  | "Anđeo smrti" / "The Angel of Death"                       | SJ Clarkson      | Scott Reynolds                                | 30. listopada 2011. |
| Odjel za umorstva u Miamiju počinje istraživati profesora Jamesa Gellara. Dexter analizira krila anđela s posljednjeg ubojstva Ubojica Sudnjeg dana i otkriva da je jedan dio krila pričvršćen jedinstvenim ljepilom, što ga dovodi do Travisa Marshalla, koji radi s rijetkim knjigama u muzeju. Masuka zapošljava novog pripravnika, Louisa Greenea, koji mu pomaže u istrazi nestalog dokaza iz slučaja Ubojica iz hladnjače. Deb se seli iz Dexterova stana i nalazi svoj vlastiti. Nakon što Travis sam ne uspije oteti "bludnicu Babilona", on i Gellar zajedno otimaju ženu kao pripremu za sljedeći prizor. Dexter pokušava ubiti Travisa, ali kasnije zaključuje da je prava meta Gellar. Nepoznata osoba puca u brata Sama u njegovoj radionici.                                         |     |                                                            |                  |                                               |                     |
| 66. | 6.  | "Samo pusti" / "Just Let Go"                               | John Dahl        | Jace Richdale                                 | 6. studenoga 2011.  |
| Brata Sama pronalaze živog u njegovoj radionici i odvode ga u bolnicu. Dexter isprva sumnja na člana bande, no ubrzo otkriva da je napadač bio Nick, jedan od Samovih bivših zaposlenika i bivši zatvorenik. U međuvremenu, policija Miamija ponovno ispituje bivšeg asistenta profesora Gellara i otkriva njegovu opsesiju starim kultom koji je, prema Gellarovim bilješkama, nastojao izazvati apokalipsu ritualnim žrtvovanjem. Travis sve više osjeća unutarnji sukob i na kraju pušta na slobodu ženu koju su on i Gellar oteli kao "Bludnicu Babilona". Debra organizira zabavu povodom useljenja, koju prekida pijani Quinn. |     |                                                            |                  |                                               |                     |
| 67. | 7.  | "Nebraska" / "Nebraska"                                    | Romeo Tirone     | Wendy West                                    | 13. studenoga 2011. |
| Nakon što ga je utopio u prethodnoj epizodi, Dexter baca Nickovo tijelo u ocean. Debra se suočava s kritikama zbog niske stope rješavanja slučajeva u svojem odjelu. Dexter doznaje da su Rebecca i Sally Mitchell, kći i supruga Trojstva (Trinity Killer) ubijene, a njihov sin Jonah za to krivi oca, iako Dexter jedini zna da je on mrtav. Odlazi u Nebrasku kako bi se suočio s Jonahom, koji mu otkriva da je njihova majka okrivljavala djecu za očeve zločine, što je Rebeccu dovelo do samoubojstva; nakon toga ju je Jonah, obuzet bijesom, nasmrt pretukao. Dexter ga pošteđuje i kaže mu da si oprosti. U međuvremenu, u Miamiju, Masuka i njegova nova pripravnica otkrivaju trag povezan s Sudnjim danom. Travis kaže Gellaru da više ne želi služiti Bogu i seli se svojoj sestri. |     |                                                            |                  |                                               |                     |
| 68. | 8.  | "Grijeh propusta" / "Sin of Omission"                      | Ernest Dickerson | Arika Lisanne Mittman                         | 20. studenoga 2011. |
| Nadahnut onime što je naučio od Brata Sama, Dexter nagovara Travisa da mu pomogne uhvatiti Gellara. Međutim, Gellar otima Travisa kako bi nastavio s ritualnim žrtvovanjima. U međuvremenu, Debra i LaGuerta ulaze u otvoreni sukob nakon što je jedna eskort-djevojka pronađena mrtva, a LaGuerta pokušava zaustaviti istragu. Nakon što Debra ispita Travisovu sestru u sklopu istrage o DDK-u, ona je ubrzo pronađena mrtva, postavljena kao "Bludnica Babilona". Batista večera s Jamie i Louisom, ali mu teško pada to što je Louis u vezi s njegovom sestrom. Istovremeno, Quinn vodi Masuku u striptiz-klub, gdje se ponovno previše napije i zaprosi jednu od plesačica. |     |                                                            |                  |                                               |                     |
| 69. | 9   | "Drž' Gellara" / "Get Gellar"                              | Seith Mann       | Karen Campbell                                | 27. studenoga 2011. |
| Dexter pokušava ostati korak ispred Odjela za umorstva dok lovi Gellara, koji planira ubiti radikalnog ateističkog profesora. Međutim, Dexter ga ne uspijeva spriječiti jer ostaje zarobljen u dizalu. Batista pomaže Quinnu da pronađe pištolj koji je zaboravio u autu žene s kojom je proveo noć. Kasnije, Dexter u podrumu napuštene crkve otkriva smrznuto tijelo profesora Gellara i shvaća da je Travis cijelo vrijeme bio jedini ubojica, Gellar kojeg je viđao bio je zapravo njegov "mračni suputnik". Jamie i Louis produbljuju svoju vezu, dok LaGuerta obavještava načelnika Matthewsa da Debra ne namjerava odustati od istrage o osobi koja je bila s prostitutkom koja je predozirala.                                                                                             |     |                                                            |                  |                                               |                     |
| 70. | 10. | "Rikošet zec" / "Ricochet Rabbit"                          | Michael Lehmann  | Jace Richdale, Lauren Gussis i Scott Reynolds | 4. studenoga 2011.  |
| Travis se udružuje s religioznim fanatičnim parom, Adamom i Beth Dorsey, koje je upoznao preko Gellarova bloga, kako bi ubio Holly Benson, bivšu "Bludnicu Babilona" koju je prethodno pustio i izveo sljedeći prizor, nazvan "Pelin", koji u njegovoj interpretaciji postaje otrovni plin. Dexter pokušava preduhitriti Ubojice Sudnjeg dana i otkriti gdje bi im mogla biti sljedeća žrtva prije nego ponovno napadnu. U međuvremenu, Debra sve više shvaća koliko se oslanja na svog brata, osobito nakon emocionalne reakcije na jednom mjestu zločina. |     |                                                            |                  |                                               |                     |
| 71. | 11. | "Ne zanima me" / "Talk to the Hand"                        | Ernest Dickerson | Manny Coto i Tim Schlattmann                  | 11. prosinca 2011.  |
| Travis zadužuje Beth da ispusti otrovni plin "Pelin" u prostorijama Odjela za umorstva, no Dexter je uspijeva zaustaviti i time spašava živote svih prisutnih. Debra večera s načelnikom Matthewsom i suočava ga s njegovom umiješanošću u slučaj mrtve eskort-djevojke. Kada Matthews bude prisiljen otići u mirovinu, Debra shvaća da ju je LaGuerta cijelo vrijeme vješto manipulirala. Dexter iscenira lažni prizor Ubojica Sudnjeg dana kako bi namamio Travisa, ali biva zarobljen i postaje dio završnog prikaza, "Vatreno jezero". U međuvremenu, Debrina terapeutkinja potiče je da se zapita osjeća li možda nešto više prema svom posvojenom bratu. |     |                                                            |                  |                                               |                     |
| 72. | 12. | "Ovako svijet završava" / "This is the Way the World Ends" | John Dahl        | Scott Buck i Wendy West                       | 18. prosinca 2011.  |
| Dextera spašava brod s ilegalnim imigrantima. Na temelju intuicije, Debra šalje policijske jedinice na nebodere u središtu Miamija, uvjerena da će se tamo odviti završni prizor. Travis, shvativši da je policija otkrila njegovo skrovište, povlači se u Dexterov stan. Tamo otkriva da je Harrison Dexterov sin te ga otima kako bi ga iskoristio kao žrtvu u svom posljednjem činu kojim želi prizvati smak svijeta. No Dexter ga zaustavlja i onesvješćuje, ali ga ne ubija odmah. Odvodi Travisa u napuštenu crkvu, gdje ga naposljetku usmrćuje. U tom trenutku dolazi Debra, koja je došla provjeriti gdje je njen brat, i ondje otkriva njegovu šokantnu tajnu. |     |                                                            |                  |                                               |                     |

### Sedma sezona (2012.)
| 73. | 1.  | "Jesi li ti...?" / "Are You...?"                    | John Dahl        | Scott Buck                                    | 30. rujna 2012.     |
| Nakon što svjedoči Dexterovu ubojstvu Travisa Marshalla, šokirana i nevoljka Debra pomaže mu prikriti zločin tako što zapale crkvu. Već sljedeće večeri detektiv Mike Anderson biva ubijen od strane člana ukrajinske mafije nakon što u prtljažniku automobila pronađe mrtvu prostitutku. Dexter identificira ubojicu kao Viktora Baskova i kasnije ga ubija. Quinn i Batista počinju popravljati svoj narušen odnos dok istražuju Andersonovo i ubojstvo prostitutke. U međuvremenu, Louis Greene hakira Dexterovo računalo i poništava mu sve kreditne kartice kao prvi korak u osveti. LaGuerta pokreće istragu nakon što u zgarištu crkve pronađe krvavi stakalac koji je Dexter slučajno ostavio. Sve sumnjičavija, Debra pretresa Dexterov stan i otkriva njegove noževe i kolekciju krvavih stakalaca, prisilivši ga da prizna kako je serijski ubojica. |     |                                                     |                  |                                               |                     |
| 74. | 2.  | "Sunce i sladoled" / "Sunshine and Frosty Swirl"    | Steve Shill      | Manny Coto                                    | 7. listopada 2012.  |
| Dexter otkriva Debri da je on pravi Koljač iz Bay Harbora i govori joj o kodu koji ga je naučio Harry. Seli se k njoj kako bi ga mogla držati pod nadzorom. Ubrzo otkriva da je Louis taj koji mu je poništio kreditne kartice i suočava se s njim. Dok istražuje ubojstvo Mikea Andersona, Quinn se upušta u flert s ruskom striptizetom Nadiom. LaGuerta potajno analizira pronađeni krvavi stakalac i uspoređuje ga s onima iz slučaja Koljača iz Bay Harbora. U međuvremenu, u Miami stiže ukrajinski mafijaški šef Isaak Sirko, u potrazi za Viktorom Baskovim. Istodobno, Wayne Randall, serijski ubojica odgovoran za niz zločina prije petnaest godina, odlučuje otkriti lokacije na kojima je zakopao svoje žrtve. |     |                                                     |                  |                                               |                     |
| 75. | 3.  | "Otpor sustavu" / "Buck the System"                 | Stefan Schwartz  | Jace Richdale                                 | 14. listopada 2012. |
| Miami Metro započinje istragu o Hannah McKay, bivšoj djevojci i nekadašnjoj partnerici Waynea Randalla u zločinima. U međuvremenu, Dexter obavještava Debru da je Ray Speltzer, osumnjičenik za dva ubojstva, vrlo vjerojatno ponovno spreman ubijati. Isaak doznaje da je posljednja Viktorova lokacija bila marina u kojoj se nalazi Dexterov brod te započinje vlastitu istragu. Tamo zatiče Louisa kako pokušava sabotirati brod, a nakon što otkrije da pripada Dexteru, Isaak ubija Louisa. Debra prati Speltzera do napuštene kuće i čeka ispred, no prisiljena je intervenirati kada Ray zarobi novu žrtvu unutar labirinta nalik Minotauru koji je sagradio u kući. Speltzer pokušava ubiti Debru, no Dexter stiže na vrijeme i spašava je. Iako Ray uspijeva pobjeći, prethodno ipak ubija ženu koju je namamio unutra. |     |                                                     |                  |                                               |                     |
| 76. | 4.  | "Bježi" / "Run"                                     | John Dahl        | Wendy West                                    | 21. listopada 2012. |
| Speltzera uhićuje policija i on priznaje ubojstva, no slučaj biva odbačen zbog proceduralne pogreške te biva pušten na slobodu. Dok ga Dexter pokušava uloviti, završava zarobljen u Speltzerovu labirintu, ali uspijeva pobjeći. U međuvremenu, Isaak nagovara barmena iz kluba da preuzme krivnju za ubojstvo Andersona kako bi policija prestala vršiti pritisak na njega i Koshku bratvu. Hannah McKay dolazi u Miami Metro kako bi pomogla u istrazi vezanoj uz ubojstva Waynea Randalla. Na kraju, Dexter napokon hvata Speltzera, ubija ga u krematoriju i spali njegovo tijelo zajedno s kutijom u kojoj je čuvao krvave stakalce. |     |                                                     |                  |                                               |                     |
| 77. | 5.  | "Plivaj duboko" / "Swim Deep"                       | Ernest Dickerson | Scott Reynolds                                | 4. studenoga 2012.  |
| Isaak Sirko želi se osvetiti Dexteru zbog smrti Viktora Baskova. U međuvremenu, LaGuerta otkriva Debri da sumnja kako je Koljač iz Bay Harbora još uvijek živ i aktivan te je traži pomoć u istrazi. Hannah McKay vodi policiju do tijela para kojeg je navodno ubio Wayne Randall, no Dexter shvaća da je barem jedno od tih ubojstava zapravo počinila Hannah. Dexter namami Isaaka u obračun s kolumbijskim kriminalcima u baru, nakon čega je Isaak uhićen i zatvoren. Dexter ga posjećuje u zatvoru, gdje mu Isaak ispriča priču o svojoj dubokoj i dugogodišnjoj osveti. Kasnije, Debra pokazuje Dexteru fotografiju koja bi ga mogla povezati s jednim starim ubojstvom Koljača iz Bay Harbora. Zamoli ga da joj ubuduće ništa ne govori niti je uključuje u svoja ubojstva. Dexter spaljuje fotografiju. |     |                                                     |                  |                                               |                     |
| 78. | 6.  | "Učini pogrešnu stvar" / "Do the Wrong Thing"       | Alik Sakharov    | Lauren Gussis                                 | 28. listopada 2012. |
| Dexter nastavlja istraživati Hannah McKay, sumnjajući da je možda ubila svog pokojnog supruga. Planirajući ju ubiti, namjerno sabotira istragu, lažira izvještaj o krvi i ne testira tragove Hannahine krvi na mjestu zločina. Istodobno, Sal Price, autor knjiga o stvarnim zločinima, dolazi u Miami Metro po spise o posljednjim ubojstvima Waynea Randalla jer piše knjigu o Hannah. Dexter provaljuje u Salov stan i kopira sve njegove digitalne materijale o Hannah, u kojima otkriva da je otrovala ženu koja joj je ostavila staklenički biznis. U međuvremenu, bratstvo Koshka ucjenjuje Quinna prijeteći Nadii kako bi ga natjerali da ukloni dokaze koji Isaaka povezuju s mjestom zločina u kolumbijskom baru. LaGuerta nastavlja dublje istraživati slučaj Koljača iz Bay Harbora. Debra otkriva da Dexter nije bio potpuno iskren u izvještaju o krvi u vezi Randallovih ubojstava. Dexter izlazi na spoj s Hannah s namjerom da je ubije i veže je za svoj stol za ubijanje, ali ju na kraju oslobađa i njih dvoje završe zajedno u krevetu. |     |                                                     |                  |                                               |                     |
| 79. | 7.  | "Kemija" / "Chemistry"                              | Holly Dale       | Manny Coto i Karen Campbell                   | 11. studenoga 2012. |
| Isaak izlazi iz zatvora, ali Debra naređuje da ga se stalno prati. Quinn pokušava izbaviti Nadiu iz kandži Koshka bratve, no oni to odbijaju unatoč tome što je za njih uništio dokaze. U međuvremenu, Sal Price otkriva Dexterovu vezu s Hannah i pokušava izvući informacije od njega. Dexter odlučuje ucijeniti Sala podmetanjem dokaza koji bi ga povezali s jednim neriješenim ubojstvom koje je nekad istraživao. Međutim, Price iznenada umire nakon intervjua s Hannah, koju je potajno otrovala kako bi se zaštitila. Debra poziva Hannah na ispitivanje zbog Salove smrti, ali Hannah sve poriče. Dexter suočava Hannah s trovanjem, a ona ga uvjerava da je otrov neotkriven. Dexter joj tada priznaje da je provalio u Salov stan i obrisao rukopis njegove knjige o njoj. Quinn donira 10.000 dolara mita od Koshka bratve kako bi pomogao Batistaovom posrnulom restoranu. Frustrirana i bez mogućnosti da poveže Hannah sa Salovom smrću, Debra traži od Dextera da je ubije. |     |                                                     |                  |                                               |                     |
| 80. | 8.  | "Argentina" / "Argentina"                           | Romeo Tirone     | Arika Lisanne Mittman                         | 18. studenoga 2012. |
| Dexter odbija Debrinu molbu da ubije Hannah. U međuvremenu, Isaak uspijeva izbjeći policijski nadzor i ponovno pokušava ubiti Dextera, ali bez uspjeha. Astor, Cody i Harrison stižu u Miami kako bi boravili s Debrom dok njihov djed ide na operaciju. Tijekom večere u Batistaovu restoranu, Dexter i Debra otkrivaju da Astor puši marihuanu te je suočavaju s time. Uviđajući da gubi kontrolu u svojoj osveti za Viktorovu smrt, Koshka bratva naređuje likvidaciju Isaaka. LaGuerta pronalazi moguću vezu između Dextera i Koljača iz Bay Harbora u obližnjoj marini. Dexter provaljuje u Isaakov stan, ali ondje ga zatekne plaćeni ubojica Koshke kojeg uspije ubiti. Kada Isaak kasnije pronađe tijelo, shvaća da je i sam postao meta. Quinn biva ucijenjen i prisiljen surađivati s Koshkom u budućnosti. Debra doznaje da su Dexter i Hannah u vezi, a tijekom razgovora s Dexterom priznaje mu da prema njemu osjeća romantične osjećaje. Dexter prati Isaaka do gay bara, gdje mu Isaak otkriva pravi razlog svoje želje za osvetom: on i Viktor bili su ljubavnici. |     |                                                     |                  |                                               |                     |
| 81. | 9   | "Navrat-nanos" / "Helter Skelter"                   | Steve Shill      | Tim Schlattmann                               | 25. studenoga 2012. |
| Koshka bratva unajmljuje dvojicu plaćenih ubojica kako bi pronašli i ubili Isaaka. Isaak traži Dexterovu pomoć, no Dexter ga odbija. U očaju, Isaak otima Hannah i drži je na nepoznatoj lokaciji kako bi prisilio Dextera da mu pomogne. Dexter pristaje, a Isaak mu obećava da će odustati od osvete u zamjenu za pomoć u eliminaciji obojice plaćenika. U međuvremenu, Batista i ostatak ekipe iz Miami Metroa bave se nizom požara i ubojstava čiji je počinitelj nepoznat, a mediji ga nazivaju Fantomskim Piromanom. LaGuerta angažira bivšeg zamjenika načelnika Matthewsa kako bi joj pomogao u novoj istrazi o Koljaču iz Bay Harbora. Quinn dolazi u Foxhole i suočava se s Georgeom Novikovim, kojega u bijesu pretuče, a zatim odlazi iz kluba s Nadiom. Dexter i Isaak udružuju snage i zajedno ubijaju obojicu plaćenika. Nakon što dođu do međusobnog razumijevanja o Viktorovoj smrti, Isaaka smrtno rani George Novikov. Hannah, koju čuva Isaakov tjelohranitelj Jurg, pokušava pobjeći. U borbi koja slijedi, uspijeva ga ubiti udarcem lampe, ali pritom biva izbodena u trbuh. Debra je, nakon dojave od Dextera, pronalazi ranjenu i bez svijesti te je hitno prevoze u bolnicu. Dexter odvodi umirućeg Isaaka na more, točno na mjesto gdje je ranije bacio Viktorovo tijelo. Tamo razgovaraju o svojim sličnostima i ljubavi prema osobama koje su izgubili, prije nego što Isaak premine. Dexter potom posjećuje Hannah u bolnici i priznaje joj da se boji da bi je mogao izgubiti. |     |                                                     |                  |                                               |                     |
| 82. | 10. | "Mrak... nebitno" / "The Dark… Whatever"            | Michael Lehmann  | Lauren Gussis, Jace Richdale i Scott Reynolds | 2. prosinca 2012.   |
| Fantomski Piroman nastavlja svoj niz paljevina diljem Miamija. Hannahin otuđeni otac, bivši zatvorenik Clint McKay, iznenada se pojavljuje i donosi joj predmet iz djetinjstva koji je samo uznemiruje. Clint traži novac za pokretanje posla s rakovima, no kada mu Hannah i Dexter odbiju pomoći, odlazi bijesan. Kasnije se vraća pijan i autom se zabija u Hannin staklenik. Dexter uspijeva identificirati Piromana, ali ga, držeći se obećanja koje je dao Debri, predaje policiji umjesto da ga ubije. U međuvremenu, Quinn saznaje da George planira poslati Nadiu u seksualni klub u Dubai. Suočava ga u Foxhole klubu, gdje George izvlači pištolj, prijeti oboma i počinje udarati Nadiu. U naletu bijesa, Quinn ga upuca i ubije. Kako bi prikrio motiv, daje Nadii da ga rani pištoljem koji je pripadao Georgeu. Batista, koji se nalazi ispred sobe u kojoj se pucnjava dogodila, sumnja da vremenska linija ne odgovara pričama. U međuvremenu, LaGuerta i Matthews otkrivaju novu poveznicu između Dextera i ubojstava Koljača iz Bay Harbora. Kada Dexter otkrije da je upravo Clint bio izvor Salu Priceu za detalje u knjizi o Hannah te da ga sada ucjenjuje drugim tajnama, odlučuje ga ubiti. |     |                                                     |                  |                                               |                     |
| 83. | 11. | "Vidiš li što i ja?" / "Do You See What I See?"     | John Dahl        | Manny Coto i Wendy West                       | 9. prosinca 2012.   |
| Dexter i Debra podmeću dokaze kako bi skrenuli istragu LaGuerte i Matthewsa s Dextera. Plan uspijeva djelomično, Matthews prihvaća da je Doakes bio Koljač iz Bay Harbora i napušta slučaj, no LaGuerta i dalje sumnja u Dexterovu nevinost. U međuvremenu, Hector Estrada, posljednji preživjeli ubojica Dexterove majke, iznenada biva pušten na uvjetnu slobodu. Dexter počinje planirati njegovo ubojstvo. Batista odlučuje otići u mirovinu kako bi se u potpunosti posvetio vođenju svog restorana. Debra se sastaje s Arlene Schram, svjedokinjom jednog od Hannahinih ranih zločina i pokušava je nagovoriti da svjedoči protiv Hannah. Nakon što Arlene to ispriča Hannah, Debra doživljava prometnu nesreću, a Dexter zaključuje da ju je Hannah otrovala. Dexter pokušava ubiti Estradu, ali shvaća da je sve bila klopka, LaGuerta je ishodila njegovo prijevremeno puštanje s uvjetne kako bi namamila Dextera. On jedva izbjegne uhićenje, ali i Hector pobjegne, sada svjestan tko je zapravo Dexter. Kako bi zaštitio Debru i sebe, Dexter odlučuje predati dokaze koji inkriminiraju Hannah za ubojstvo Sala Pricea, što dovodi do njezina uhićenja. |     |                                                     |                  |                                               |                     |
| 84. | 12. | "Iznenađenje, majko..." / "Surprise, Motherfucker!" | Steve Shill      | Scott Buck i Tim Schlattmann                  | 16. prosinca 2012.  |
| Dexter posjećuje Hannah u zatvoru, gdje ona otvoreno priznaje da je otrovala Debru. Ubrzo nakon toga, Hannah uz pomoć Arlene uspijeva pobjeći iz pritvora. U međuvremenu, LaGuerta dolazi u Dexterov dom i uhićuje ga. Cijeli odjel ostaje šokiran kad Dextera, u lisicama, odvode na ispitivanje. LaGuerta izlaže svoje dokaze, ali sve se ruši kad se pokaže da ih je Dexter vješto podmetnuo kako bi izgledalo da ga LaGuerta želi smjestiti. Dexter pronalazi bivšu suprugu Hectora Estrade i prati je kako bi otkrio Hectorovu lokaciju. Matthews suočava LaGuertu i traži da se ispriča Dexteru. No LaGuerta ne odustaje, suočava Debru s nadzornom snimkom koja ju povezuje s ubojstvom Travisa Marshalla, a koja je ranije bila "izgubljena". Debra laže kako bi se zaštitila. Dexter provaljuje u LaGuertinu kuću i otkriva sudski nalog koji bi njega i Debru povezao s Marshallovim ubojstvom. Shvaćajući da mu više nema izlaza, odlučuje da mora ubiti LaGuertu. Ubija Estradu i namami LaGuertu na mjesto zločina kako bi je ondje smaknuo. Zabrinuta, Debra napušta proslavu Nove godine kod Batiste, prati LaGuertinu lokaciju i zatekne Dextera kako se sprema ubiti onesviještenu LaGuertu pored Estradina tijela. Dok Debra pokušava odgovoriti Dextera od ubojstva, LaGuerta dolazi k svijesti i moli Debru da upuca svog brata. Nakon teškog unutarnjeg sukoba, Debra ipak povlači okidač i ubija LaGuertu.                                                                              |     |                                                     |                  |                                               |                     |

### Osma sezona (2013.)
| 85. | 1.  | "Predivan dan" / "A Beautiful Day"                           | Keith Gordon     | Scott Buck                     | 30. lipnja 2013.   |
| Šest mjeseci nakon što je ubila LaGuertu, slomljena i preplavljena krivnjom, Debra je dala otkaz u Miami Metro policiji i zaposlila se u privatnoj detektivskoj agenciji koju vodi Jacob Elway. Dok radi na tajnom zadatku kako bi privela Andrewa Briggsa, kriminalca koji je ukrao dragulje od mafije, Debra počinje zlorabiti lijekove na recept, pa čak i kokain. U LaGuertinoj odsutnosti, Batista se vraća iz mirovine i postaje novi poručnik. Miami Metro počinje istragu o novom serijskom ubojici, poznatom kao "Neurokirurg", koji svojim žrtvama uklanja dijelove moždanog tkiva veličine kuglica za dinju. U pomoć im dolazi psihijatrica Evelyn Vogel, stručnjakinja za psihopatiju, koja očito ima poseban interes za Dextera. Dexter pronalazi Debru i pita je zašto ga izbjegava. Ona mu u suzama odgovara da mrzi samu sebe, zbog njega. I sam Dexter počinje gubiti kontrolu, do te mjere da u napadu bijesa pokušava zadaviti neznanca na cesti. U međuvremenu, Quinn i Jamie su započeli vezu, koju Quinn pokušava sakriti od Batiste. Dexter ponovno pronalazi Debru i upozorava je da je Briggs na meti plaćenog ubojice El Sapa, ali ona za to ne mari. Kada se Briggs vrati, Dexter se s njim sukobljava i u borbi ga usmrti nožem. Debra izbacuje Dextera iz svog stana i zove policiju. Na Briggsovu privjesku pronalazi ključ sef-depozita koji bi mogao voditi do ukradenih dragulja za koje postoji nagrada, a dio bi pripao i njoj. Ne primjećuje da je El Sapo prati s mjesta zločina. U međuvremenu, Vogel suočava Dextera s crtežima ubojstava iz njegova djetinjstva i šokira ga otkrićem da zna za Harryjev kod. |     |                                                              |                  |                                |                    |
| 86. | 2.  | "Svako dobro u nekom zlu" / "Every Silver Lining..."         | Steve Shill      | Manny Coto                     | 7. srpnja 2013.    |
| Vogel otkriva Dexteru da je upravo ona pomogla Harryju stvoriti njegov Kod, te da godinama gaji izopačenu fascinaciju i divljenje prema psihopatima. Zajedno s Harryjem, sudjelovala je u oblikovanju Dexterovog djetinjstva i "usmjeravanju" njegovih poriva. Sada od Dextera traži pomoć u pronalasku Neurokirurga, za kojeg vjeruje da je jedan od njezinih bivših pacijenata i ozbiljna prijetnja njezinom životu. U potrazi za ukradenim draguljima iz slučaja Briggs, Debra uspijeva pronaći sef s nakitom, no El Sapo joj ih oduzima i brutalno je premlaćuje. Nedugo zatim, El Sapo je pronađen mrtav, upucan. U skladu s Vogelinim predviđanjima, otkrivena je još jedna žrtva Neurokirurga, s istim obrascem uklanjanja dijela mozga. U međuvremenu, Quinn i Jamie se svađaju zbog neizvjesnosti Quinnove karijere i Batistaine moguće reakcije na njihovu vezu. Na mjestu zločina gdje je ubijen El Sapo, Dexter pronalazi tragove krvi počinitelja i kriomice ih uzima. Vjerujući da je Lyle Sussman, jedan od Vogelinih bivših pacijenata, Neurokirurg, Dexter ga pronalazi, ali već mrtvog. Kasnije otkriva da je krv s mjesta zločina zapravo Debrina, te je izvlači iz zastrašujućeg policijskog ispitivanja vezanog uz El Sapovu smrt. Dexter odlučuje sakriti Debrinu upletenost u pucnjavu. Vogel i Dexter zatim dobivaju DVD koji je poslao Neurokirurg, snimku na kojoj Sussmana pod prijetnjom pištoljem prisiljava da izvršava njegove naredbe. Dexter pristaje pratiti tragove s Vogelinog popisa osumnjičenih kako bi pronašao pravog ubojicu. |     |                                                              |                  |                                |                    |
| 87. | 3.  | "Što muči Dextera Morgana?" / "What's Eating Dexter Morgan?" | Ernest Dickerson | Lauren Gussis                  | 14. srpnja 2013.   |
| Debra biva uhvaćena kako vozi pijana. Quinn joj pomaže usred noći, u 4 ujutro, pritom lažući Jamie o svom nestanku, i uspijeva joj skinuti optužbe. U međuvremenu, policija pronalazi tijelo Lylea Sussmana koje više ne visi obješeno, već je postavljeno tako da izgleda kao samoubojstvo. Dexter shvaća da je to namješteno kako bi se policija odvratila od istine i uspijeva, jer Miami Metro zatvara slučaj Neurokirurga, uvjeren da je on riješen. Međutim, pravi Neurokirurg ostavlja uznemirujuće "trofeje" ispred Vogeline kuće, označene kao "Za njega" i "Za nju". Dexter se usredotočuje na još jednog od Vogelinog bivših pacijenata, Rona Galuzza, koji u trgovačkom centru prodaje sprave za vježbanje. Vogel sve više propituje Dexterovu povezanost s Debrom i smatra neobičnim to što je nije ubio kad je otkrila njegovu tajnu, sugerirajući da on ipak nije "savršeni" psihopat. Debra nespretno prihvaća novog klijenta na poslu, dok Quinnova opsesija Debrom i laganje Jamie izazivaju napetosti u vezi. Batista počinje sumnjati u Quinnovu sposobnost da položi ispit za narednika. Dexter otkriva da je Galuzzo kanibal i da svoj posao koristi kako bi identificirao i ciljao najzgodnije i najfit žrtve. Pokušava uvjeriti Debru da još uvijek nije loša osoba, ali ona, sve nestabilnija, pada još dublje, nakon što njezin klijent ne želi priznati prevaru usprkos očitim dokazima, Debra se slomi i pijana pokušava priznati Quinnu da je ona ubila LaGuertu. Quinn zove Dextera, koji brzo dolazi s Vogel. Kad Debra izgubi kontrolu, Dexter je u očaju uspava injekcijom. Vogel u posljednji tren uzima Debrino pismeno priznanje. U međuvremenu, Dexter ubija Galuzza.                                                                                                   |     |                                                              |                  |                                |                    |
| 88. | 4.  | "Ožiljkasto tkivo" / "Scar Tissue"                           | Stefan Schwartz  | Tim Schlattmann                | 21. srpnja 2013.   |
| Debra i Vogel nastavljaju raditi na suočavanju s LaGuertinim ubojstvom, no Debra se i dalje teško nosi s posljedicama. U međuvremenu, Quinn od Batiste saznaje da je briljirao na ispitu za narednika. Vogel upozorava Dextera da mora biti spreman na mogućnost da Debra više nikada ne bude dio njegova života. Dexter istražuje sljedećeg osumnjičenog s Vogelinog popisa, A.J.-a Yatesa. Ne znajući da je pod nadzorom nadzornih kamera, Dexter provaljuje u Yatesovu kuću, a Yates prisluškuje njegov razgovor s Vogel. U podrumu, Yates skriva zatočenu ženu. Quinn se posvađa s policajcem koji je uhitio Debru zbog vožnje u pijanom stanju, što razljuti Batistu, koji se zauzima za Quinna i nominira ga za narednika, iako mu Matthews to ne odobrava. Dexter u međuvremenu upoznaje svoju novu susjedu Cassie, kojoj su tajanstveni muškarci vrlo privlačni. Masuka doživljava neugodno iznenađenje kada ga kontaktira 20-godišnja Niki, tvrdeći da mu je kći začeta umjetnom oplodnjom. Kad se Dexter vrati u Yatesovu kuću, pronalazi skriveni ulaz i dokaze da je Yates Neurokirurg. Ipak, umjesto Yatesa, pronalazi ranjenu ženu koju uspije spasiti. Dexter kasnije otkriva da Vogel vodi bilješke o njihovim susretima, što ga duboko uznemiri. Debra doznaje istinu o Harryjevom samoubojstvu, počinio ga je jer nije mogao živjeti s činjenicom što je njegov sin zapravo postao. U pokušaju da namami Yatesa, Dexter koristi njegovog teško bolesnog oca kao mamac, no Yates uspijeva pobjeći nakon što dovede vlastitog oca u opasnost. Nakon što potvrdi da je Harry doista počinio samoubojstvo, slomljena Debra u očaju grabi upravljač i namjerno s Dexterom sleti s ceste u jezero. Nakon što ih spasi ribič, Debra, vidjevši Dextera kako se utapa, vraća se i spašava mu život. |     |                                                              |                  |                                |                    |
| 89. | 5.  | "Ovo malo prase" / "This Little Piggy"                       | Romeo Tirone     | Scott Reynolds                 | 28. srpnja 2013.   |
| Vogel pokušava pomiriti Dextera i Debru kroz zajedničku terapiju, no Dexter na kraju odustaje i odlazi. U međuvremenu, policija intenzivira istragu ubojstva Norme Rivere i usmjerava se na njezinog šefa milijunaša Eda Hamiltona, s kojim je bila u ljubavnoj vezi. Matthews vrši pritisak na Quinna da zanemari tragove koji vode prema Hamiltonu. Nakon razgovora s njim, Hamilton im pruži alibi, no policija pronalazi svjedoka koji tvrdi da je vidio njegova sina, Zacha, u blizini mjesta zločina. Kada svjedok kasnije povuče iskaz, vjerojatno potplaćen, Dexter posumnja da je Zach pravi ubojica. Policija istražuje Yatesovu kuću i pronalazi podzemno skrovište s više grobova. Otkrivaju da je Yates svakoj žrtvi tjednima lomio prste, jedan po jedan, prije nego bi ih ubio. Masuka zamoli Debru da provede provjeru prošlosti nad Niki, djevojkom koja tvrdi da mu je kći. Yates otima Vogel, što potiče Dextera i Debru da zakopaju ratne sjekire i ponovno surađuju. Vogel uspijeva uputiti poziv Dexteru, a Debra pomoću signala locira njezinu poziciju. Dexter pronalazi Yatesa i ubija ga, a zatim odvodi Debru i Vogel sa sobom kako bi zajedno odbacili tijelo. Tom prilikom im govori da ih oboje smatra svojom obitelji, a Vogel doživljava kao majčinsku figuru. |     |                                                              |                  |                                |                    |
| 90. | 6.  | "Malo promišljanja" / "A Little Reflection"                  | John Dahl        | Jace Richdale                  | 4. kolovoza 2013.  |
| Dexter istražuje Zacha i potvrđuje da je on ubio Normu. Vogel predlaže da Zacha pouči Harryjevom Kodu, no Dexter je isprva sumnjičav prema toj ideji. U međuvremenu, Debra pomaže svom šefu Elwayu dokazati da sestrin dečko vara njegovu sestru. Quinn, razočaran što nije dobio promaknuće u narednika, s još većim žarom istražuje Zacha. Dexter uhvati Zacha netom prije nego što ubije svog oca, za razliku od onoga što je očekivao, Zach nije ciljao očevu novu ljubavnicu. Dexter ga odvodi u jednu od svojih soba za smaknuće i ondje ga veže. Zach priznaje da je ubio Normu kako bi zaštitio svoju majku, koja je razvila alkoholizam zbog muževih nevjera. Njegove plemenite namjere navode Dextera da mu poštedi život i odluči ga podučiti Harryjevom Kodu. Kasnije, tijekom večere kod Debre, i Debra i Dexter bivaju drogirani, od strane Hannah McKay. |     |                                                              |                  |                                |                    |
| 91. | 7.  | "Pravila odijevanja" / "Dress Code"                          | Alik Sakharov    | Arika Lisanne Mittman          | 11. kolovoza 2013. |
| Nakon što se probude nepovrijeđeni, Dexter i Debra shvaćaju da im je Hannah poslala poruku. Dexter pronalazi njezin novi identitet i adresu te otkriva da je udana za multimilijunaša Milesa Castnera. U međuvremenu, Masuka saznaje da Niki radi u baru s golim konobaricama te joj osigurava posao na pola radnog vremena u laboratoriju, kako bi je odmaknuo od takvog okruženja. Zach dolazi u postaju sa svojim odvjetnikom i zahtijeva od Quinna da ga prestane pratiti. Quinn i Jamie odluče zajedno useliti. Hannah priznaje Dexteru da je potajno željela da on ubije Milesa. Debra posuđuje Elwayov GPS i prati Dextera do Hannah. Miles kasnije nasilno suočava Hannah zbog njezina susreta s Dexterom, a ona ga u samoobrani ubija. Dexter joj pomaže da se riješe tijela, ali ih Debra pritom uhvati zajedno. Nedugo zatim, Dexter biva pozvan na mjesto zločina u vlastitoj zgradi, njegove susjede Cassie brutalno je ubijena na način sličan Norminom ubojstvu, što Dextera navodi da posumnja na Zacha. |     |                                                              |                  |                                |                    |
| 92. | 8.  | "Jesmo li stigli?" / "Are We There Yet?"                     | Holly Dale       | Wendy West                     | 18. kolovoza 2013. |
| Dexter pronalazi dokaze koji upućuju na to da je Zach ubio Cassie, pa ga prati do hotela u Key Westu. Hannah mu se pridružuje na putovanju, a Dexter istovremeno planira pronaći joj novi identitet kako bi mogla pobjeći iz zemlje. U međuvremenu, Debra koristi GPS kako bi pratila Dextera do Key Westa. Dexter i Hannah ubrzo shvaćaju da je Zach bio u Key Westu u vrijeme Cassiena ubojstva, što znači da ga netko pokušava smjestiti kao krivca. Debra pokušava uhititi Hannah, ali odustaje nakon što je Hannah uvjeri da stvarno voli Dextera. Ipak, Elway obavještava vlasti da je Hannah možda ponovno u Miamiju. Po povratku u Miami, Dexter, Hannah i Zach večeraju s Vogel. Nakon večere, Dexter odvodi Hannah u njezinu hotelsku sobu, gdje vode ljubav. No kada se Dexter vrati kući, pronalazi Zachovo tijelo, ostavljeno kao poruka od strane Neurokirurga. Nakon što se riješi tijela, Dexter moli Hannah da ostane u Miamiju. |     |                                                              |                  |                                |                    |
| 93. | 9   | "Stvaraj svoju glazbu" / "Make Your Own Kind of Music"       | John Dahl        | Karen Campbell                 | 25. kolovoza 2013. |
| Istražujući Zachovo ubojstvo, Dexter pronalazi DNK dokaze i otkriva da je Neurokirurg zapravo sin Evelyn Vogel, psihopat koji je lažirao vlastitu smrt prije mnogo godina i preuzeo identitet mrtvog čovjeka, Olivera Saxona. U Miami stiže američki maršal Max Clayton kako bi pronašao Hannah, no Dexter ga uspijeva zavarati i premješta Hannah u Debrin stan radi sigurnosti. Debra počinje sumnjati da je Saxon odgovoran za Cassieno ubojstvo, no on ubrzo nestaje i skriva se. Kasnije, Debra počinje razmišljati o povratku u Miami Metro. Dexter pokušava namamiti Saxona iz skrovišta, ali ga ne uspijeva uhvatiti, nakon čega ga Vogel moli da odustane od slučaja. Unatoč svemu, Dexter odlučuje zauvijek napustiti Miami i povesti sa sobom Hannah i Harrisona, ali tek nakon što pronađe i ubije Saxona. Ne znajući za to, Saxon se već ponovno povezao sa svojom majkom, a Vogel ga prima natrag u svoj dom. |     |                                                              |                  |                                |                    |
| 94. | 10. | "Zbogom, Miami" / "Goodbye Miami"                            | Steve Shill      | Jace Richdale i Scott Reynolds | 8. rujna 2013.     |
| Saxon traži od Vogel da ga rehabilitira, kao što je to učinila s Dexterom. U međuvremenu, Dexter daje Batisti otkazni rok od dva tjedna i obavještava Debru da se planira preseliti u Argentinu s Hannah i Harrisonom. Maršal Clayton počinje sumnjati u Dexterove nagle planove i odlazak iz Miamija. Debra se vraća u Miami Metro i ponovno započinje vezu s Quinnom, koji je prekinuo s Jamie. Iako u početku želi pomoći svom sinu, Vogel se predomišlja nakon što pogleda snimku brutalnog ubojstva Zacha i odluči izdati Saxona. Nakon nesreće na traci za trčanje, Hannah mora odvesti Harrisona na hitnu. Tamo je prepoznaje medicinska sestra koja obavještava Claytona, ponovno mu stavljajući Hannah na radar. U međuvremenu, Vogel dovodi Saxona u svoj dom, ali njezino nervozno ponašanje probudi njegove sumnje. Kada Dexter stigne, nalazi Vogel mrtvu, Saxon ju je ubio i pobjegao. |     |                                                              |                  |                                |                    |
| 95. | 11. | "Monkey in a Box" / "Majmun u kutiji"                        | Ernest Dickerson | Tim Schlattmann i Wendy West   | 15. rujna 2013.    |
| Dexter uklanja sve dokaze koji bi ga mogli povezati s Vogel prije nego što pozove policiju. U međuvremenu, Elway i Clayton počinju sumnjati da Debra skriva Hannah. Saxon nudi Dexteru dogovor, da se obojica maknu jedan drugome s puta, a Dexter prividno pristaje, iako potajno planira ubiti Saxona prije nego što napusti Miami. Dok se uragan približava gradu, Hannah odlazi na aerodrom čekati Dextera, ali je Elway potajno prati. Dexter u međuvremenu uspijeva uhvatiti Saxona, no iznenađujuće shvaća da više ne osjeća poriv za ubojstvom, zahvaljujući odnosu s Hannah i novom osjećaju ispunjenosti. Umjesto da ga ubije, Dexter poziva Debru da ga uhapsi. Međutim, Clayton prati Debru i nenamjerno ometa njezino uhićenje. Saxon koristi priliku, ubija Claytona i puca u Debru, nakon čega bježi. |     |                                                              |                  |                                |                    |
| 96. | 12. | "Iznenađenje, majko..." / "Remember the Monsters?"           | Steve Shill      | Scott Buck i Manny Coto        | 22. rujna 2013.    |
| Debra je hitno prevezena u bolnicu, a Quinn je uz nju. Na aerodromu, Dexter, Hannah i Harrison uspijevaju izbjeći Elwaya zahvaljujući lažnoj prijetnji bombom koju je Dexter inscenirao. Ipak, prisiljeni su napustiti aerodrom. Hannah i Harrison potom odlaze autobusom prema zračnoj luci u Jacksonvilleu, no ondje ih dočekuje Elway. Hannah uspijeva nadmudriti Elwaya i pobjeći s Harrisonom. U međuvremenu, Saxon dolazi u bolnicu s namjerom da ubije Debru, no Dexter ga prepoznaje i Angel ga uhićuje. Iako operacija uspije, Debra doživljava veliki moždani udar uzrokovan krvnim ugruškom, što je ostavlja u trajnom vegetativnom stanju. Dexter kasnije posjećuje Saxona u ćeliji i izazove ga da ga napadne. Kada ga Saxon probode kemijskom olovkom, Dexter mu uzvraća i ubija ga probijanjem karotidne arterije. Angel i Quinn ispituju Dextera o ubojstvu Saxona i iako sumnjaju u službenu verziju, zaključuju da je postupio u samoobrani. Tijekom evakuacije bolnice zbog uragana, Dexter se potajno vraća, isključuje Debru s aparata i odnosi njezino tijelo na more, gdje ga baca u ocean. Nakon što tijelo nestane pod valovima, Dexter upravlja svojim čamcem ravno u uragan, kao da želi izvršiti samoubojstvo. Nekoliko dana kasnije, u Buenos Airesu, Hannah čita vijest o Dexterovoj smrti. No završna scena otkriva istinu: Dexter je lažirao svoju smrt i sada živi pod lažnim identitetom, radeći u drvnoj industriji negdje u saveznoj državi Oregon. |     |                                                              |                  |                                |                    |